# Simmering-Graz-Pauker

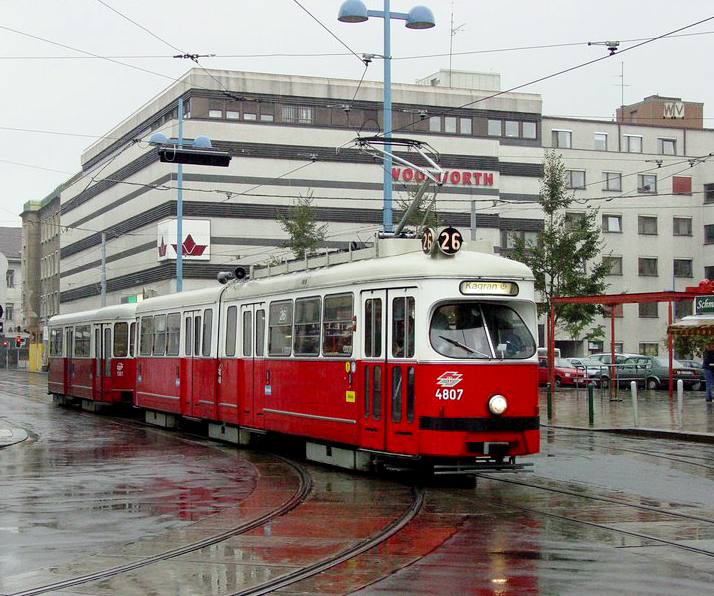
Ein ehemaliger Wiener Straßenbahnwagen, Gelenktriebwagen-Typ E_{1} (6-achsig), von SGP 1966–1976 gebaut, Beiwagentyp c_{4} (4-achsig)

Die Simmering-Graz-Pauker AG (SGP), ursprünglich gegründet als Simmering-Graz-Pauker Aktiengesellschaft für Maschinen-, Kessel- und Waggonbau, war eine der wichtigsten österreichischen Maschinen- und Motorenfabriken des 20. Jahrhunderts. Die Simmering-Graz-Pauker AG gehörte damit neben der Steyr-Daimler-Puch AG und den Vereinigte Österreichische Eisen- und Stahlwerken zu einer Gruppe an Großkonzernen die bis in die 1990er Jahre die Österreichische Industrie bestimmten.

## Geschichte
Im Jahre 1941 wurden die Simmeringer Maschinen- und Waggonbau-Fabriks-AG sowie die Grazer Maschinen- und Waggonfabriks Aktiengesellschaft, welche bereits seit 1934 mehr oder minder fusioniert waren, gemeinsam mit den ebenfalls zu Simmeringer gehörenden Paukerwerken unter der Führung der Reichswerke Hermann Göring zur Simmering-Graz-Pauker Aktiengesellschaft für Maschinen-, Kessel- und Waggonbau zusammengeschlossen. Im ersten Geschäftsjahr erwirtschaftete SGP bereits einen Reingewinn von über 52.800 Reichsmark.
1943 übernahm das deutsche Maschinenbauunternehmen Klöckner-Humboldt-Deutz mit 76 % die Aktienmehrheit des Unternehmens. SGP war im Zweiten Weltkrieg auch in der Rüstungsindustrie tätig, beispielsweise arbeitete man an einem leistungsfähigeren Dieselmotor für den Panzer Tiger B. Die Unternehmensstandorte mussten in Folge der insgesamt 17 Bombardements mit 45 Treffern sehr starke Kriegszerstörungen hinnehmen, der Ausbau eines Systems von Luftschutzkellern kam indes nur schleppend voran.

### Nachkriegszeit
Anfang August 1945 wurde mit 400 Arbeitern und ersten Reparaturarbeiten an Wagen der Wiener Straßenbahn wieder der Betrieb aufgenommen. Ab 1946 war das Unternehmen mehrheitlich in Staatsbesitz und baute ein weit verzweigtes Netz von internationalen Büros und Filialen in Asien, Südamerika und Europa auf. 1958 wurde die traditionsreiche Lokomotivfabrik Floridsdorf übernommen und bis 1969 als Zweigwerk für den Lokomotivbau geführt. Waren im Jahr des Staatsvertrages bereits rund 5.000 Mitarbeiter bei SGP beschäftigt, so stieg die Zahl bis 1960 sogar auf 6.600 Beschäftigte an. 1979 wurden auch die Wiener Neustädter Raxwerke endgültig mit SGP fusioniert.
Die Gesellschaft war ab 1970 Teil der Österreichischen Industrieholding Aktiengesellschaft (ÖIAG), erlebte bis Mitte der 1980er Jahre ein rasantes Wachstum und war das führende Maschinenbauunternehmen in Österreich. In den 1980er Jahren war Klaus Woltron Generaldirektor von SGP.

### Zerschlagung
Im Zuge der Umstrukturierungen der ÖIAG erfolgte im Jahr 1989 die Aufteilung des Unternehmens in die SGP Verkehrstechnik GmbH und in die SGP-VA Energie- und Umwelttechnik GmbH, wobei zu der Letztgenannten Bereiche der VOEST-Alpine hinzukamen.
Im Jahr 1992 beteiligte sich die Siemens AG Österreich mit 26 Prozent an der SGP Verkehrstechnik GmbH und kaufte 1993 weitere 48 Prozent. Die restlichen 26 Prozent blieben im Besitz der Austrian Industries, ein hundertprozentiges Tochterunternehmen der ÖIAG. Durch den Einstieg von Siemens und eine Neuausrichtung wurde die ausschließliche Abhängigkeit von ÖBB-Aufträgen abgelegt. War beispielsweise die SGP im Jahr 1985 noch nahezu zu 100 Prozent von Aufträgen der ÖBB abhängig gewesen, so machten diese 1994 nur noch 20 Prozent aus.
Im Jahr 1996 erfolgte die Umbenennung in Siemens SGP Verkehrstechnik GmbH. Dieser Name wurde jedoch zum 1. April 2004 aufgegeben. Ab 2004 waren die ehemaligen Fabriken von SGP Teil der Siemens Transportation Systems Österreich GmbH & Co KG. Mit 1. Oktober 2009 wurde die Gesellschaft zur Aktiengesellschaft umgewandelt und firmiert seitdem als Siemens AG Österreich.
Die Werke sind mittlerweile ein Teil von Siemens Mobility und wurden von Vollsortimentern in spezialisierte Kompetenzzentren umgewandelt.

## Werke

### Werk Simmering
Das Werk in Wien-Simmering feierte am 16. September 2006 sein 175-jähriges Bestehen. Gebaut wurden hier vorwiegend Waggons, Diesellokomotiven und Straßenbahn- bzw. U-Bahn-Triebwagen. Heute werden hier Metro-Fahrzeuge und Reisezugwagen hergestellt.

### Werk Graz
Das Werk Graz war seit der Nachkriegszeit ein Zentrum des Lokomotiv- und Triebwagenbaus und ist heute auf die Konstruktion und Fertigung von Stromabnehmern, Drehgestellen und anderen Fahrwerken spezialisiert, u. a. werden hier die Triebdrehgestelle für die neuen ICE-4-Triebzüge und die Lokomotiven der Vectron-Familie gefertigt. Außerdem werden an beiden Standorten Schienenfahrzeuge entwickelt, die in anderen Werken gefertigt werden.

### Werk Floridsdorf
Das Werk Floridsdorf, welches 1969 geschlossen wurde, war die ehemalige Lokomotivfabrik Floridsdorf. Hier wurden vor allem Diesel- und Elektrolokomotiven gebaut.

### Paukerwerk
Das Paukerwerk in Wien-Floridsdorf war Standort des Kessel- und Maschinenbaus von SGP. Das später verkaufte Areal wurde mittlerweile abgerissen.

### Raxwerk

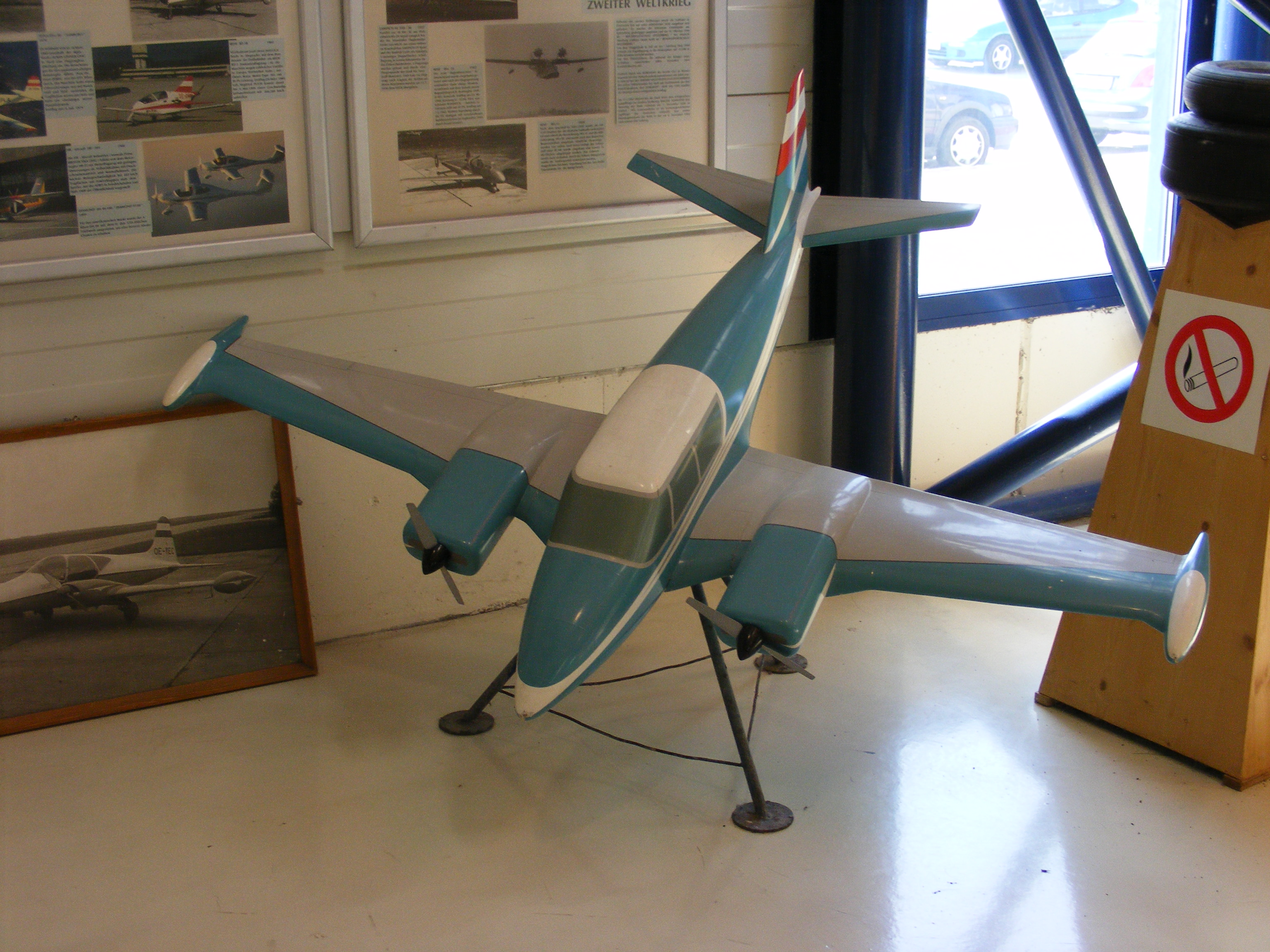
Modell der S-G-P M.222 Flamingo

Ebenso war das Raxwerk in Wiener Neustadt, ein Teil der ehemaligen Lokomotivfabrik Wiener Neustadt, nach 1945 ein Teil des SGP-Konzerns. Hier wurden u. a. die Flugzeug-Prototypen gebaut.

## Produkte
Schwerpunkte waren die Energietechnik mit dem Bau von Turbinen und Dampfkesseln bis hin zu kompletten Kraftwerken (z. B. Kraftwerk Dürnrohr) sowie Verkehrstechnik mit dem Bau von Dieselmotoren, Waggons, Lokomotiven und Triebwagen für die ÖBB, Straßenbahn-Fahrzeugen für die Wiener und Grazer Verkehrsbetriebe sowie U-Bahn-Triebwagen („Silberpfeil“ und „V-Wagen“).
Ende der 1950er Jahre wurde mit der S-G-P M.222 Flamingo ein eigener Flugzeugtyp entwickelt, der am 15. Mai 1959 seinen Erstflug hatte.

## Galerie

Übersicht von SGP gebauter Schienenfahrzeuge
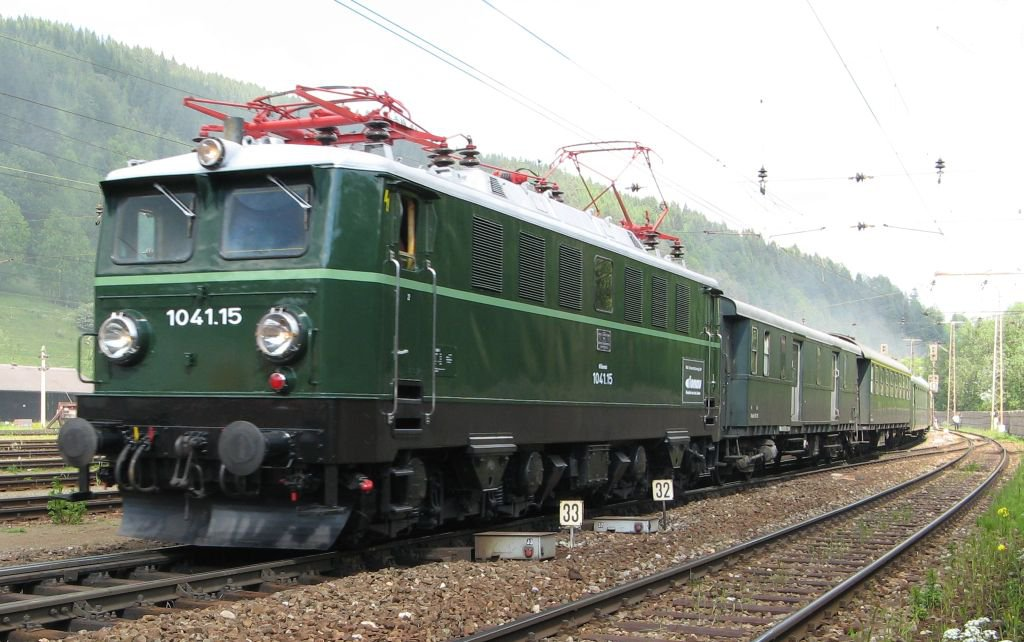
ÖBB 1041, erste neu konstruierte E-Lok nach dem Krieg
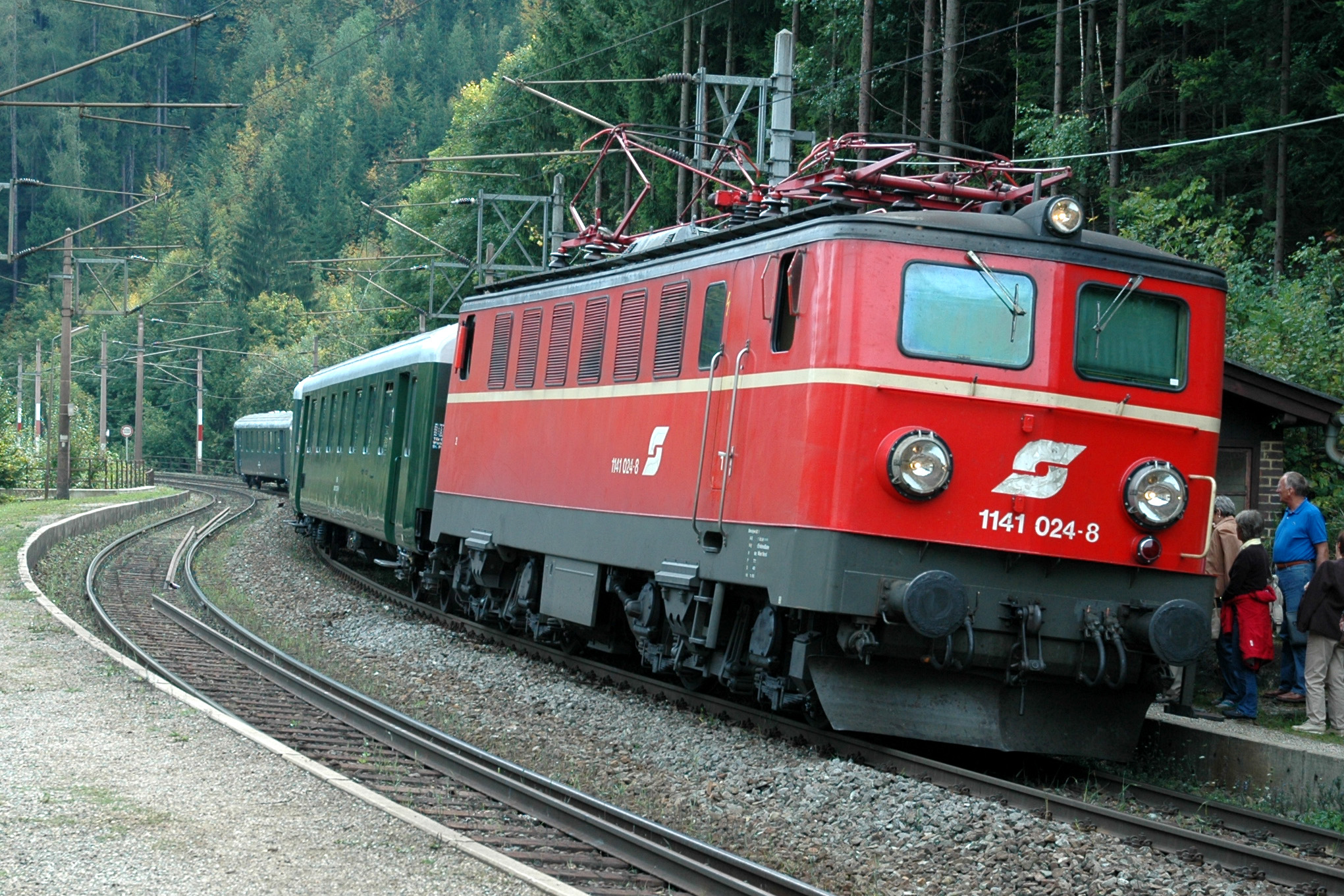
ÖBB 1141, Weiterentwicklung der Reihe 1041
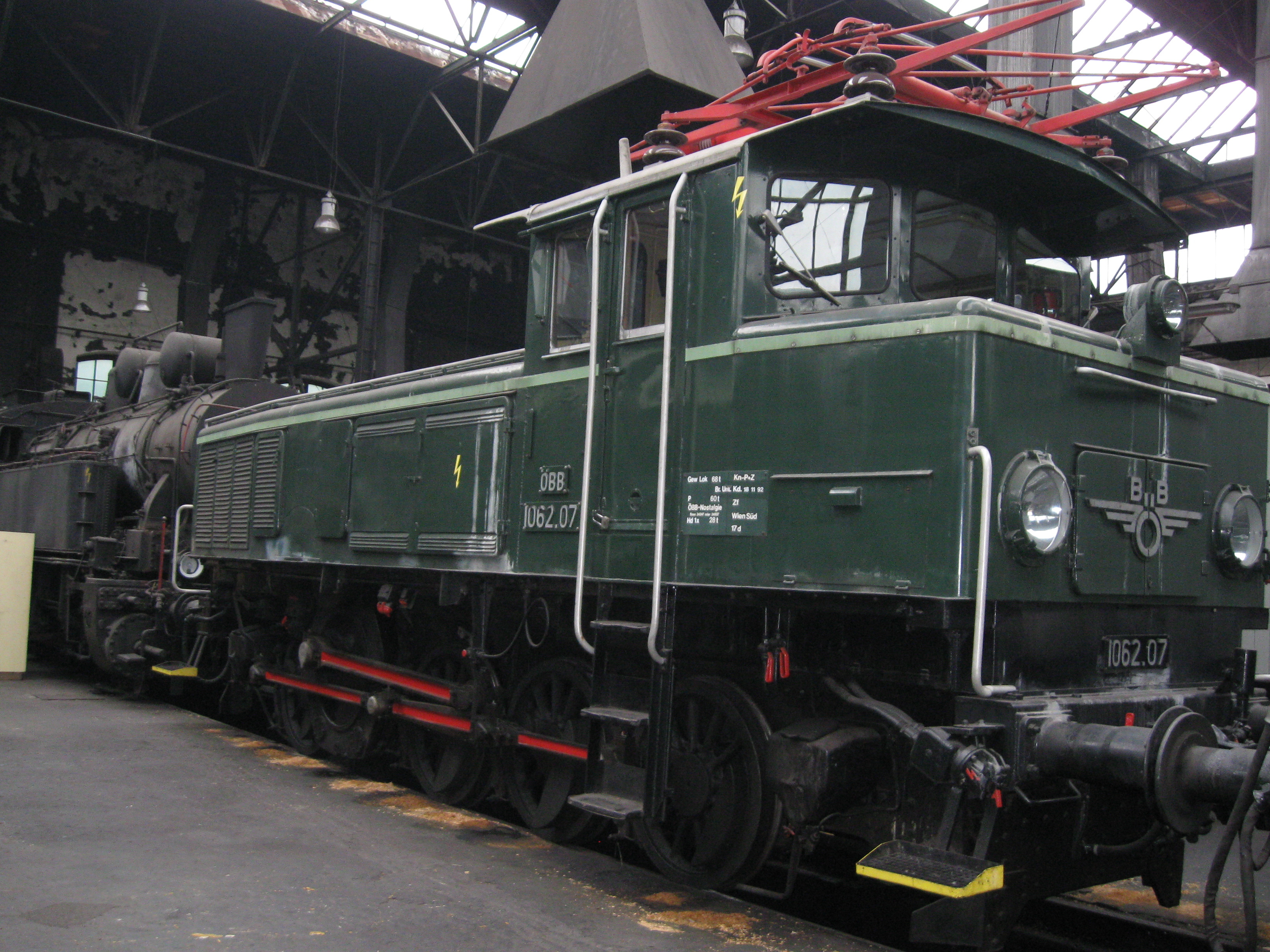
Verschublokomotiven der Reihe 1062
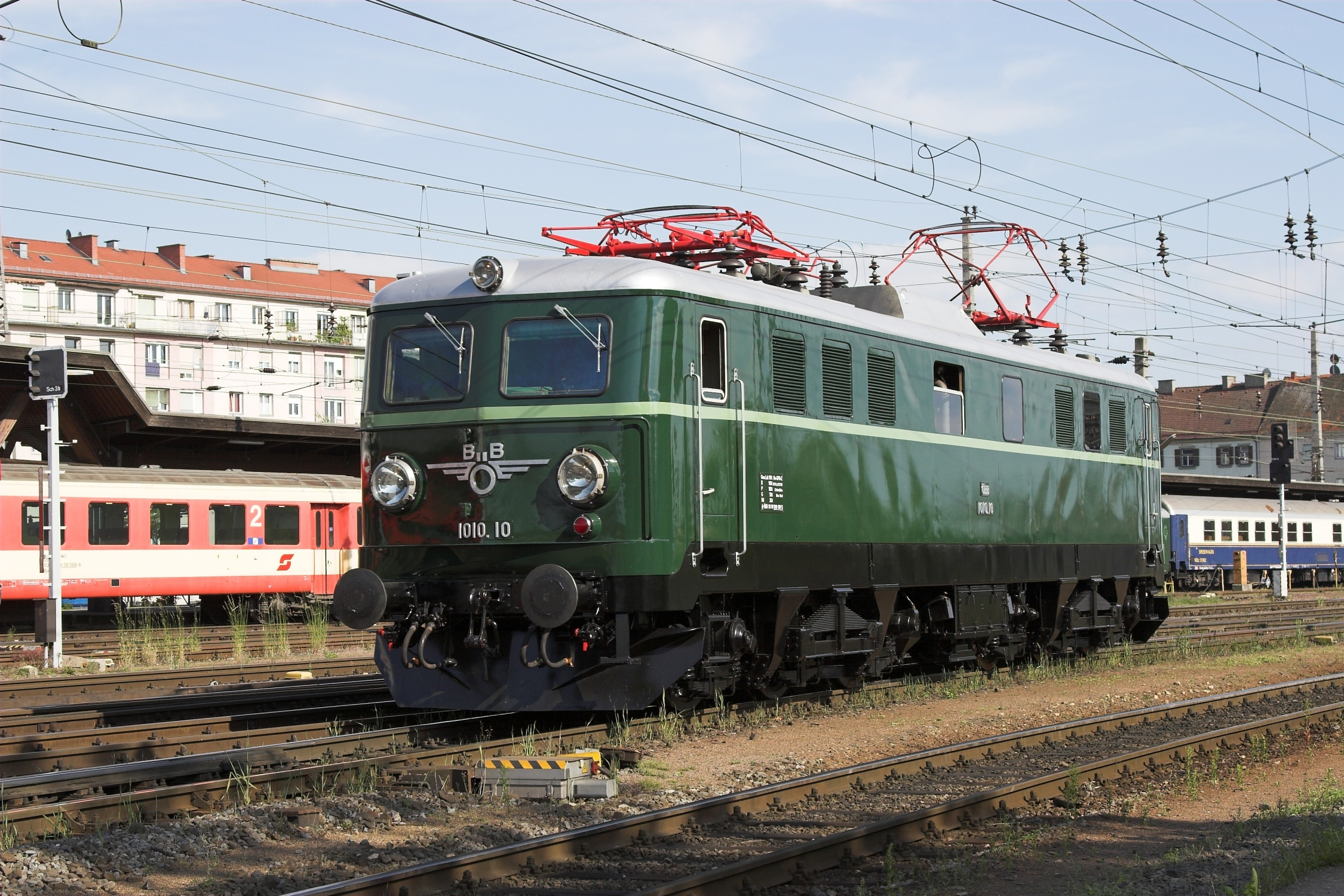
Sechsachsige Elektroloks der Reihe ÖBB 1010
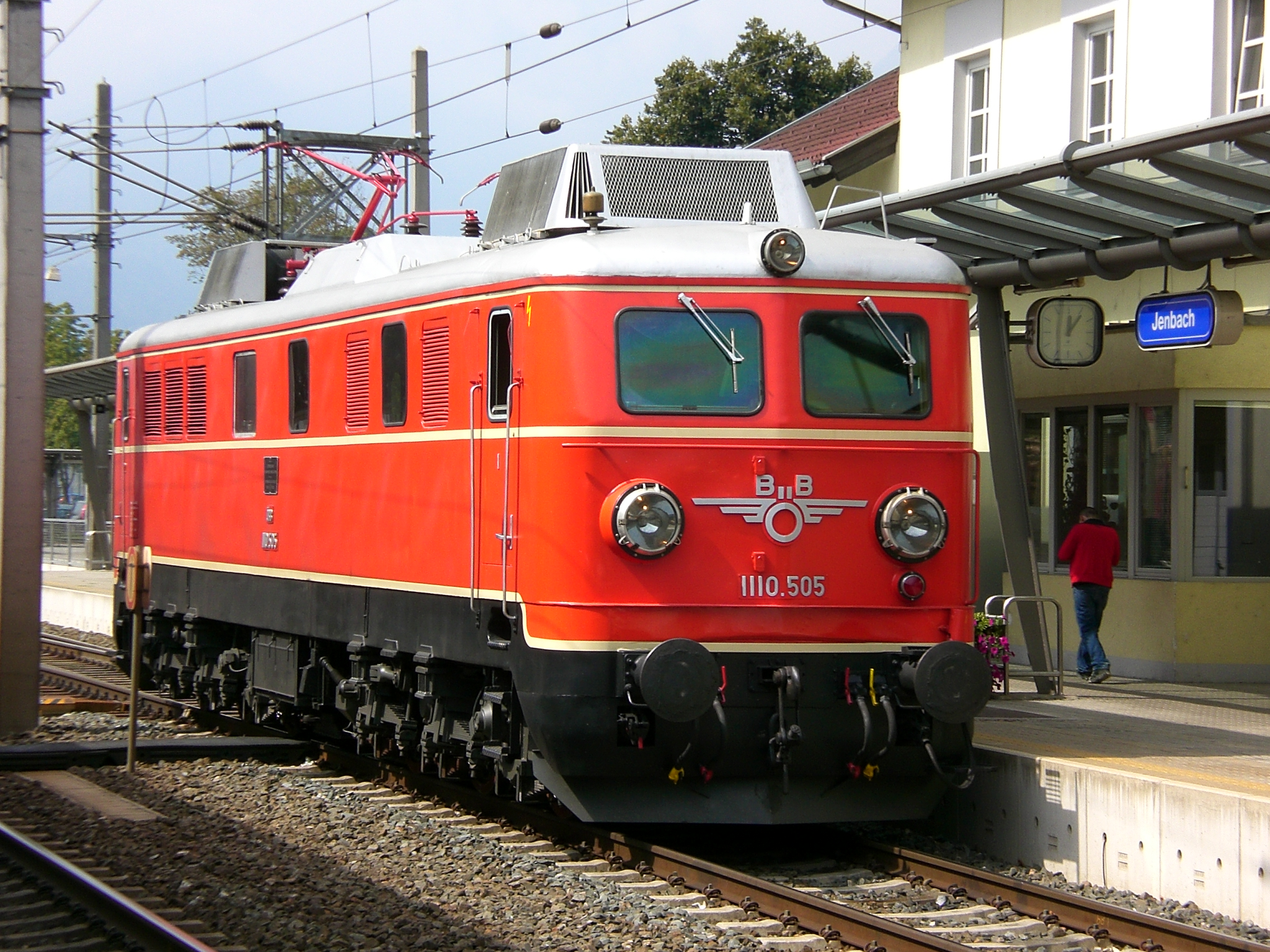
Weiterentwicklung ÖBB 1110
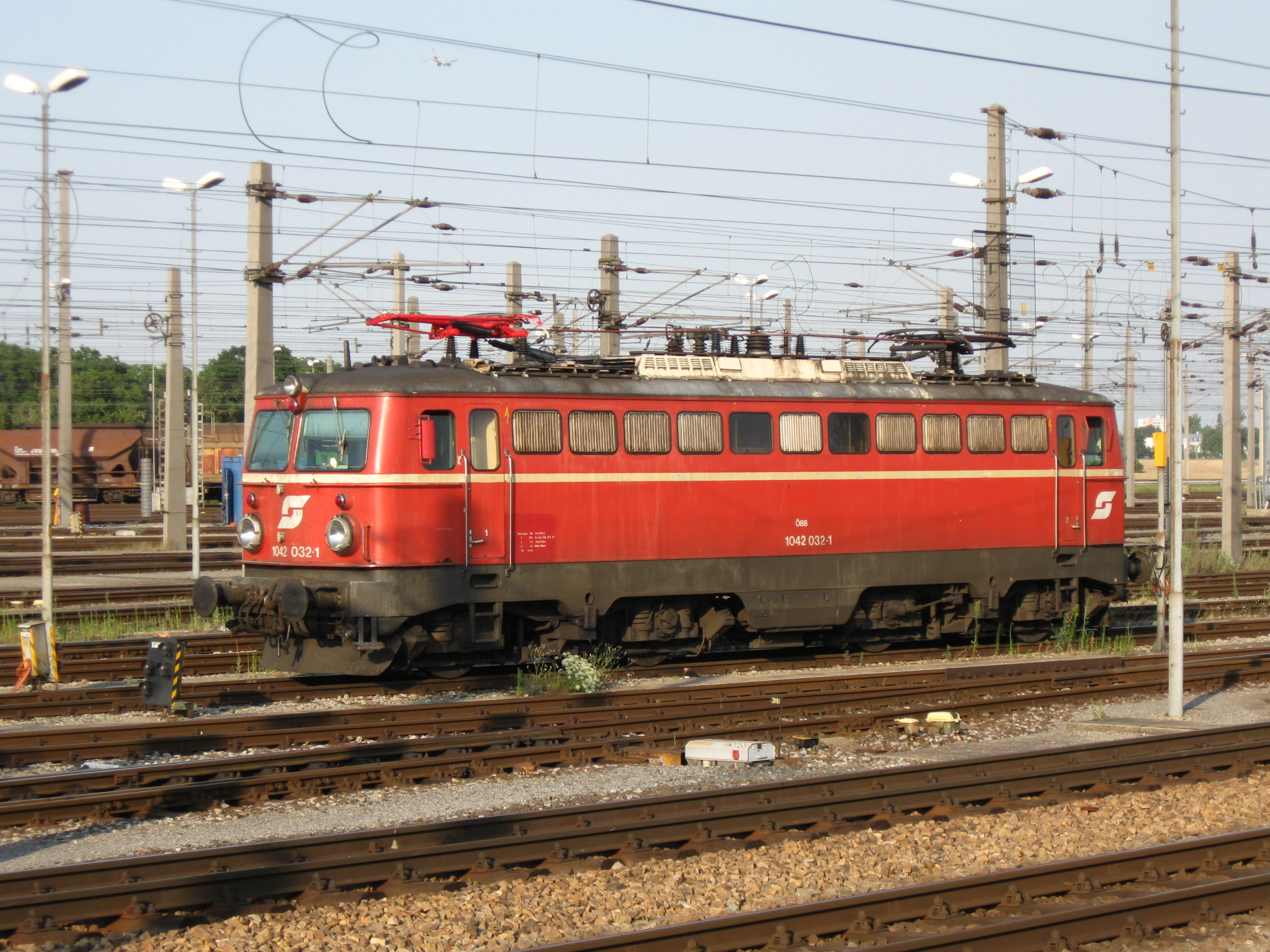
ÖBB 1042, letzte im Werk Floridsdorf gebaute Lokomotivtype, ab Ordnungsnummer 541 im Werk Graz gefertigt
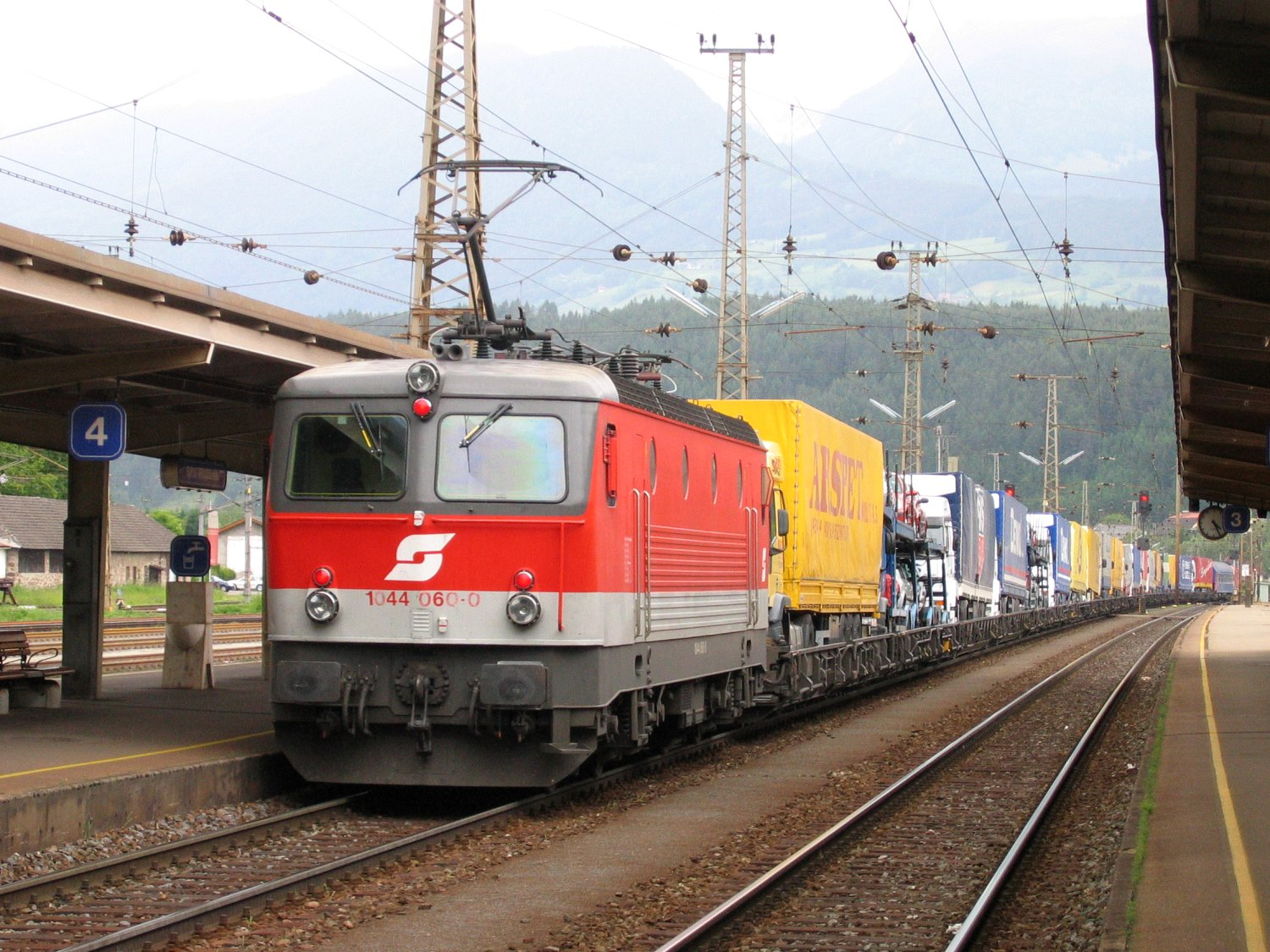
ÖBB-Reihe 1044, ersten thyristorgesteuerte Lok in Österreich (Spitzname „Alpenstaubsauger“)
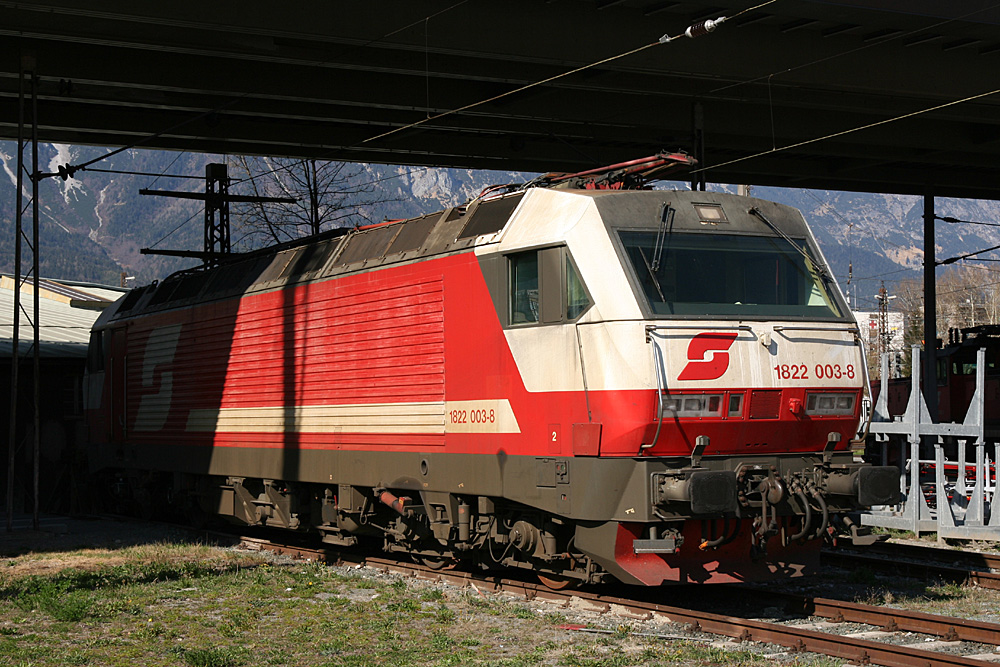
ÖBB 1822, erste mehrsystemfähige E-Loks mit Drehstrom-Asynchronmotoren
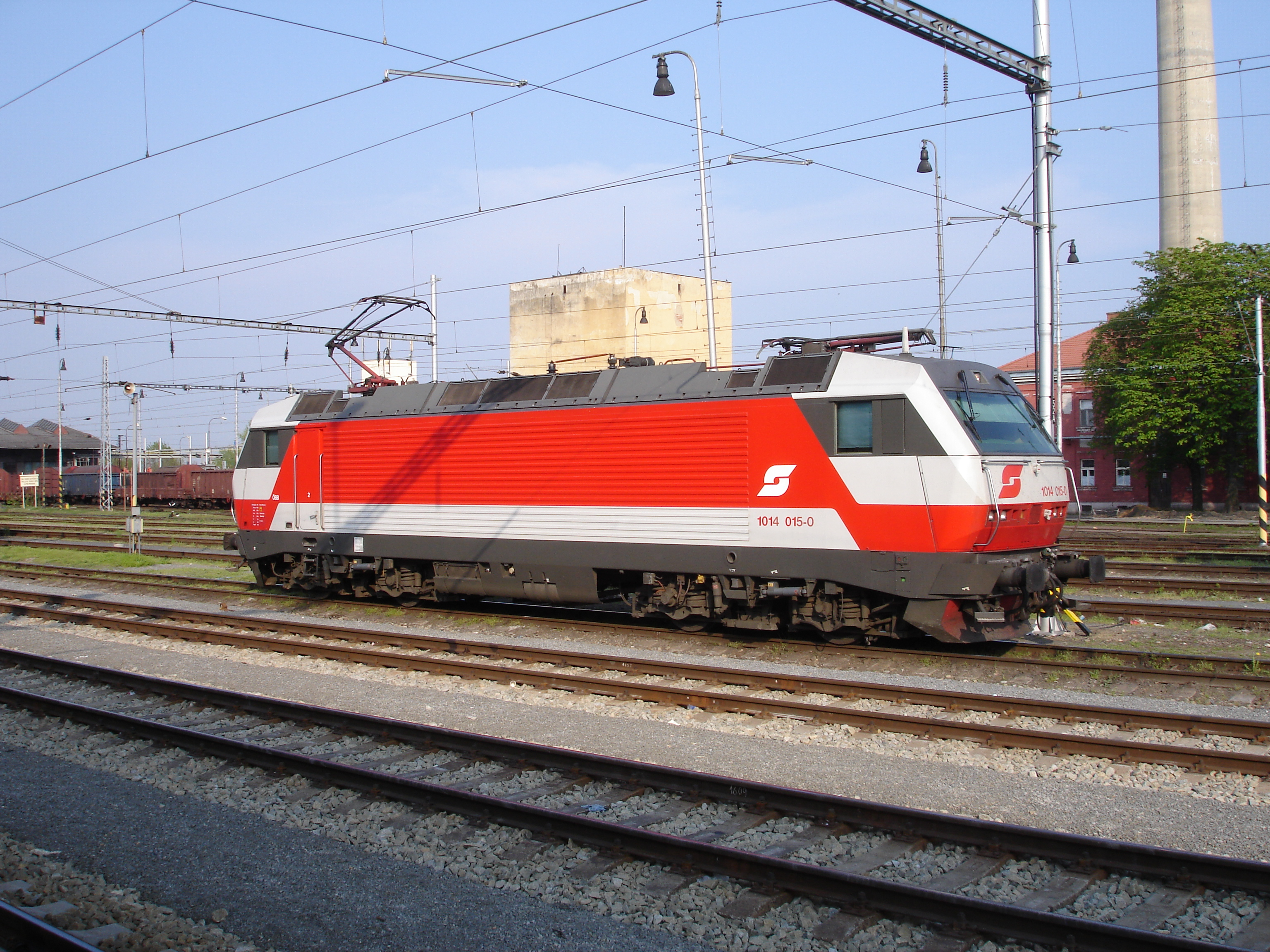
ÖBB 1014/1114, mehrsystemfähige Leichtbaulok mit vektorgeregelten Thyristoren.
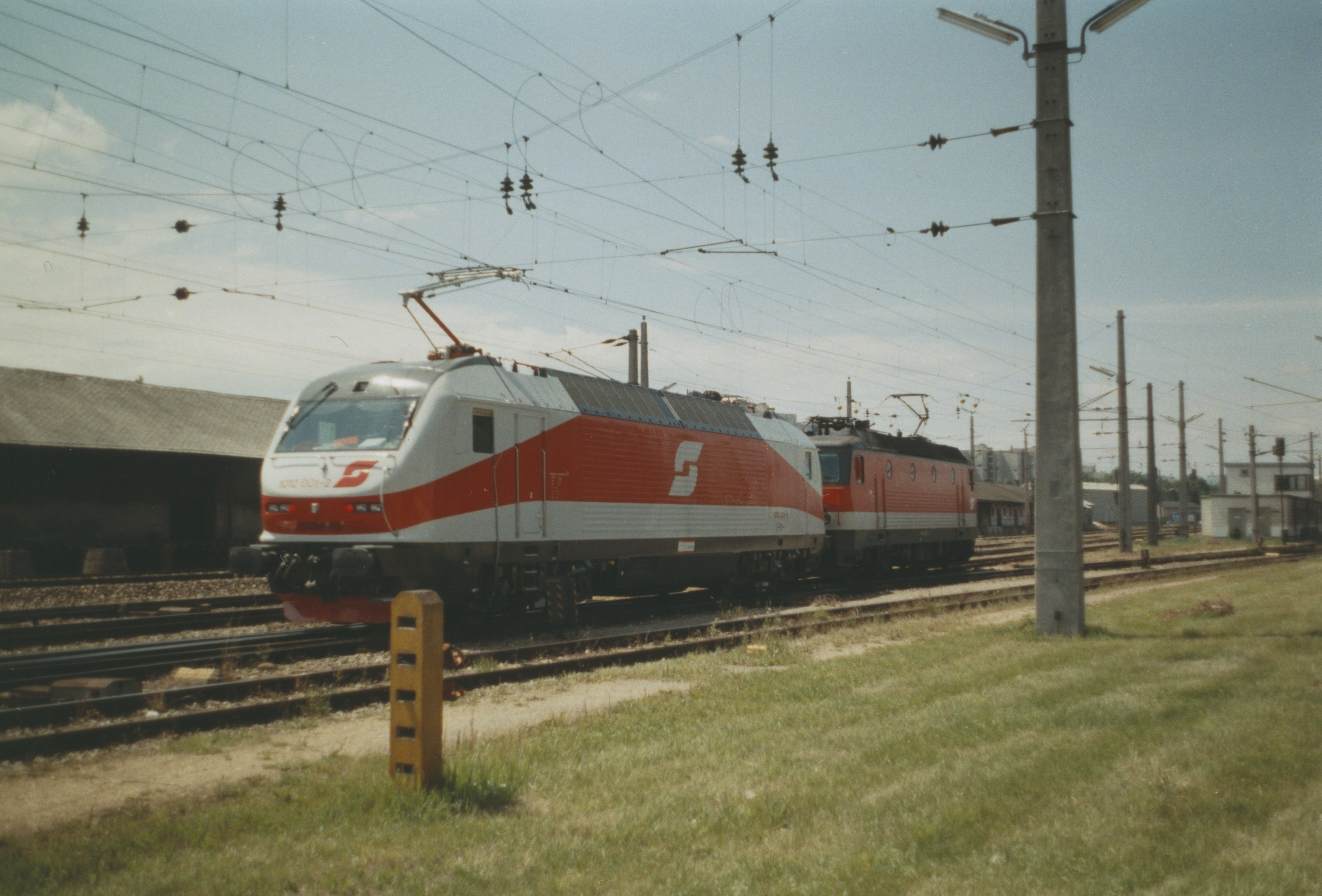
Universallok ÖBB-Reihe 1012
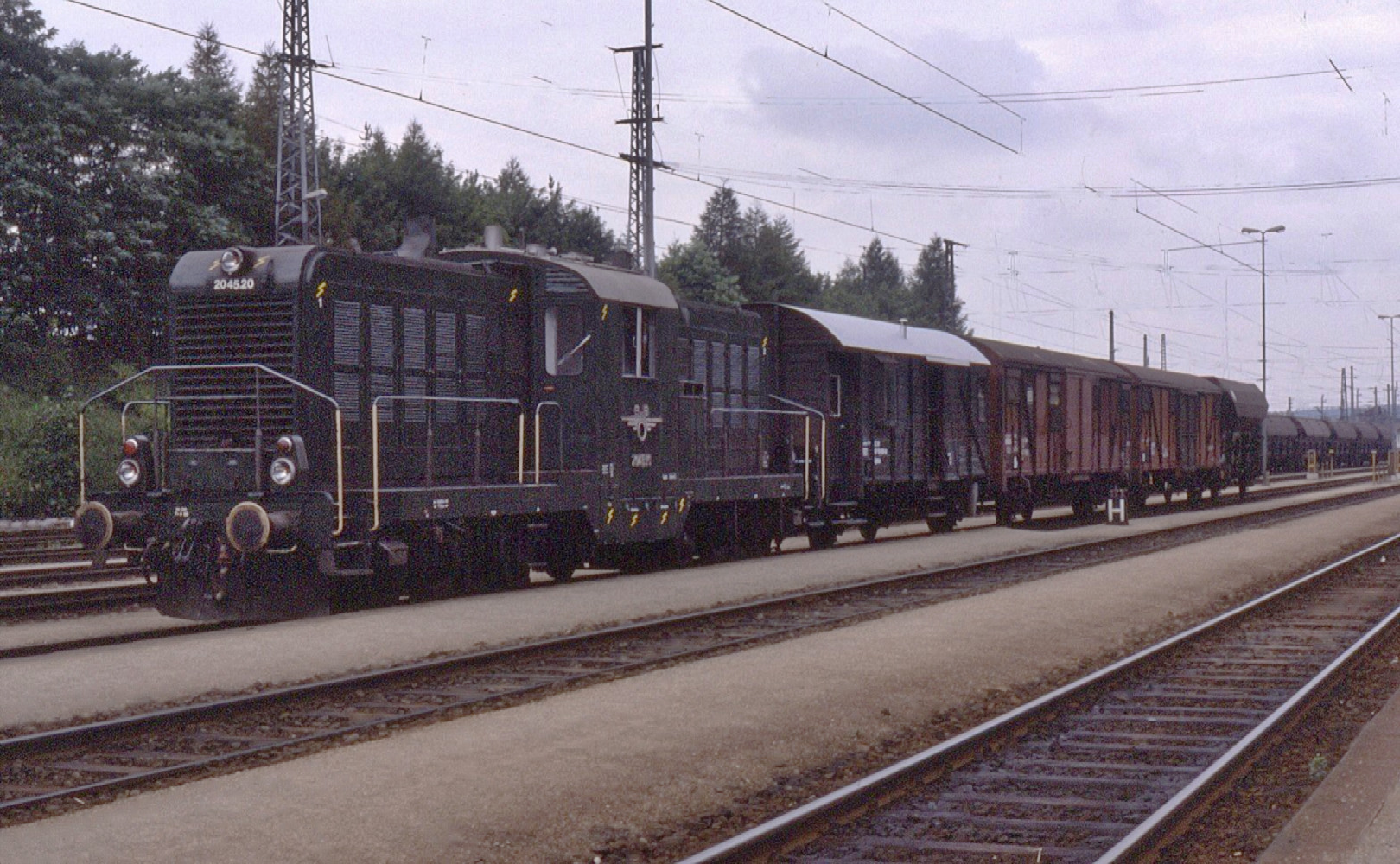
ÖBB 2045, erste Dieselloktype für Normalspur der ÖBB
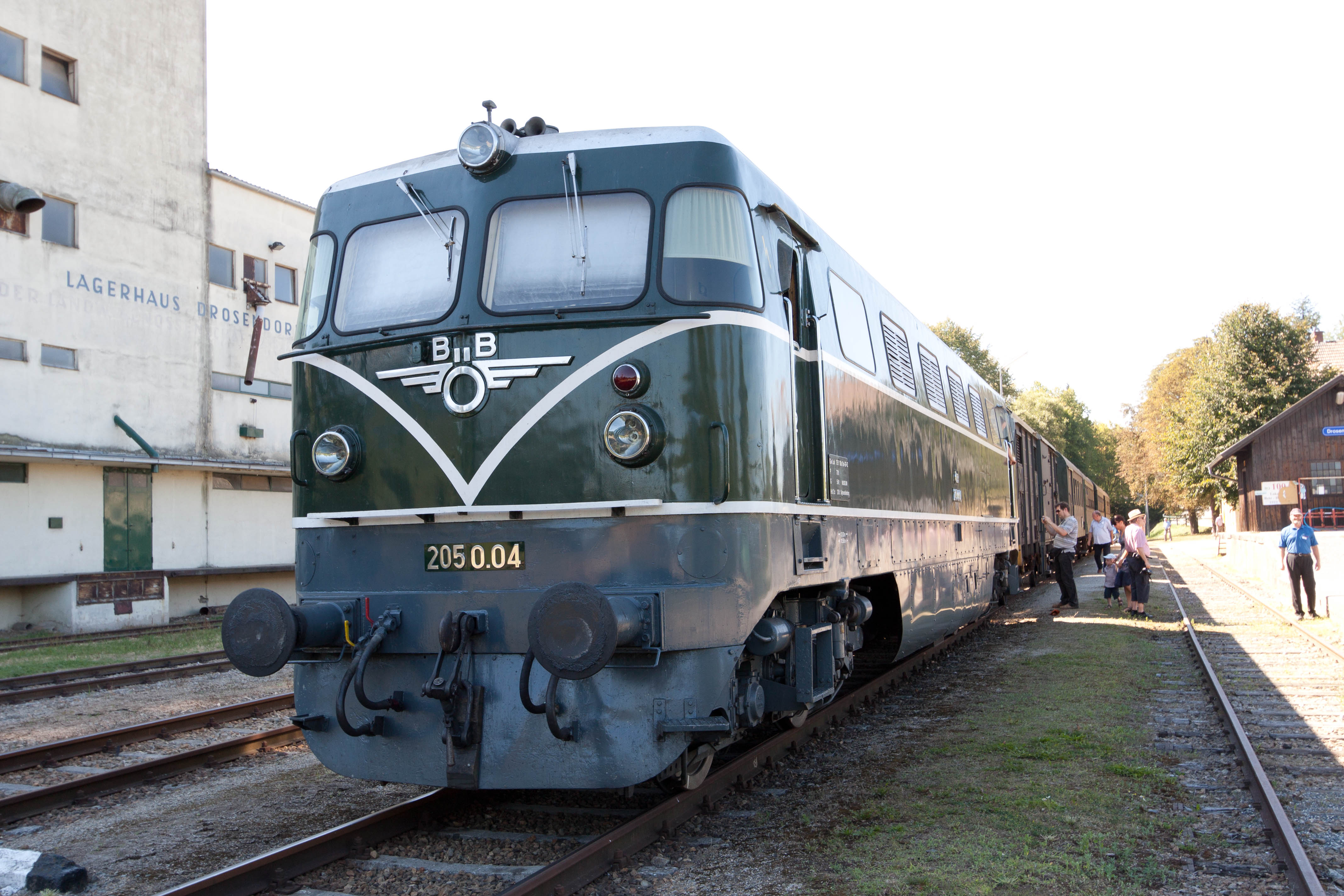
Für die dieselelektrischen ÖBB 2050 lieferte das SGP-Werk Lokomotivfabrik Floridsdorf die Drehgestelle (1958)
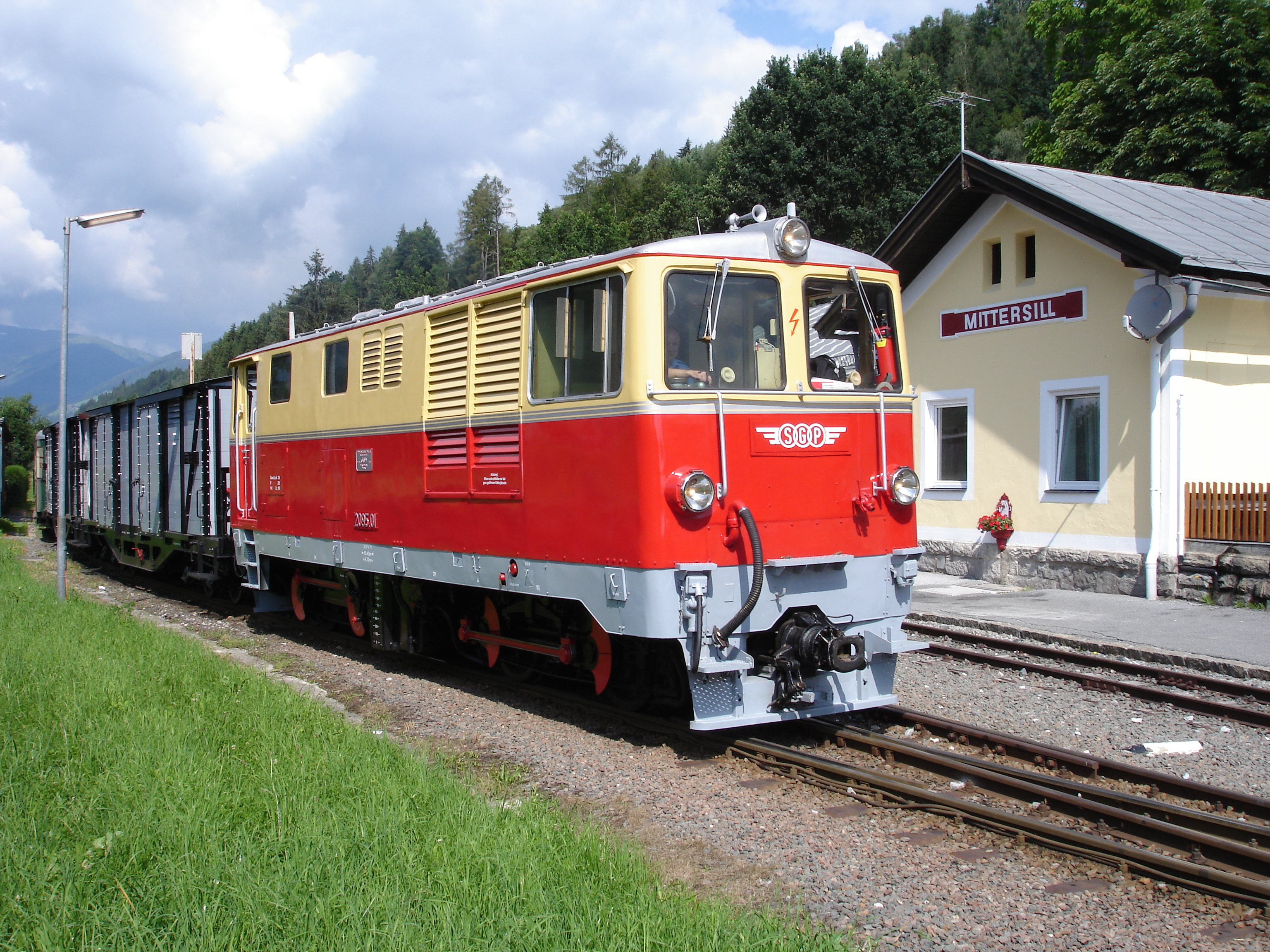
Schmalspur-Dieselloks der ÖBB-Reihe 2095 (gebaut ab 1958)
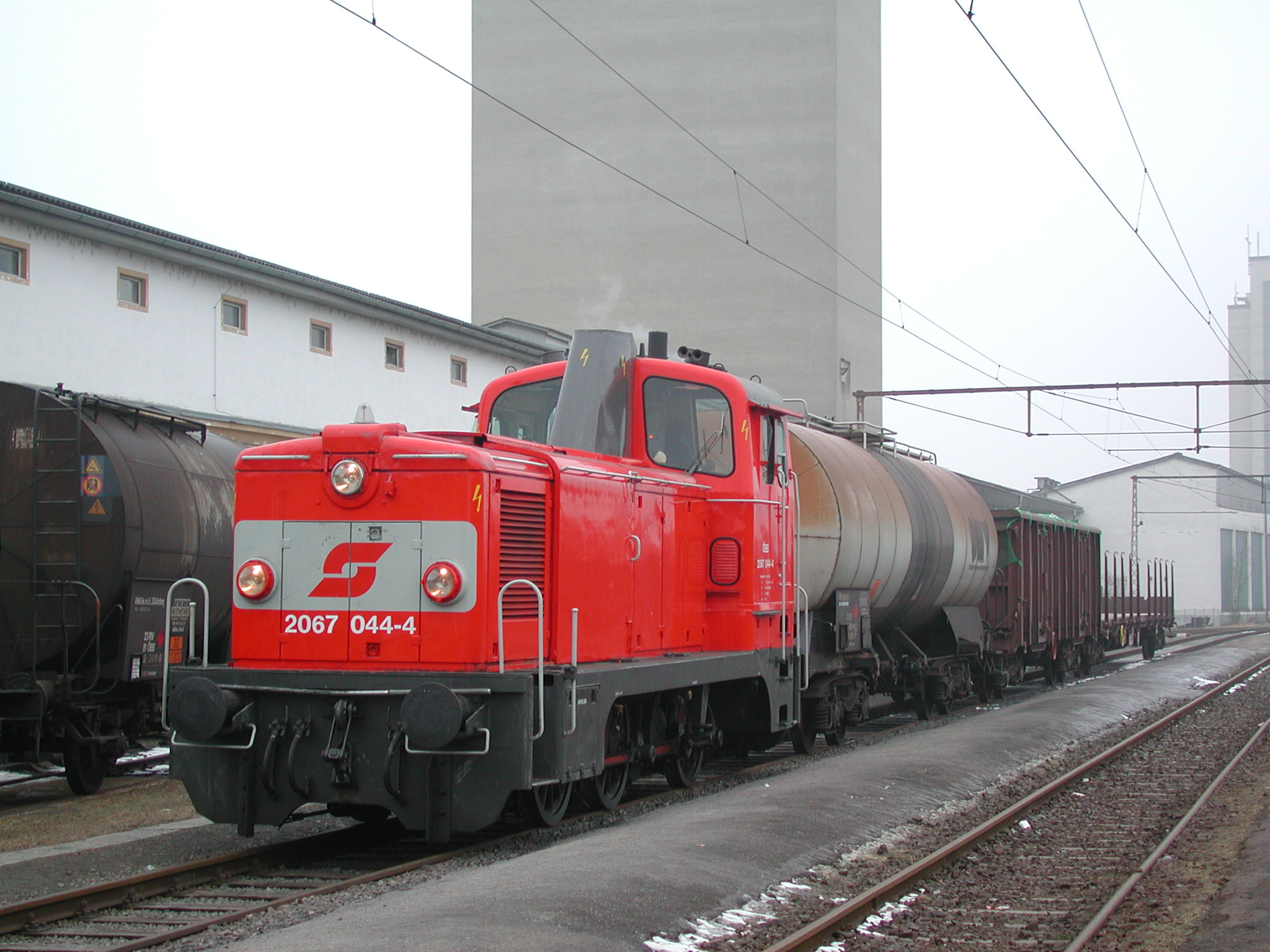
Verschublokomotiven der Reihe 2067
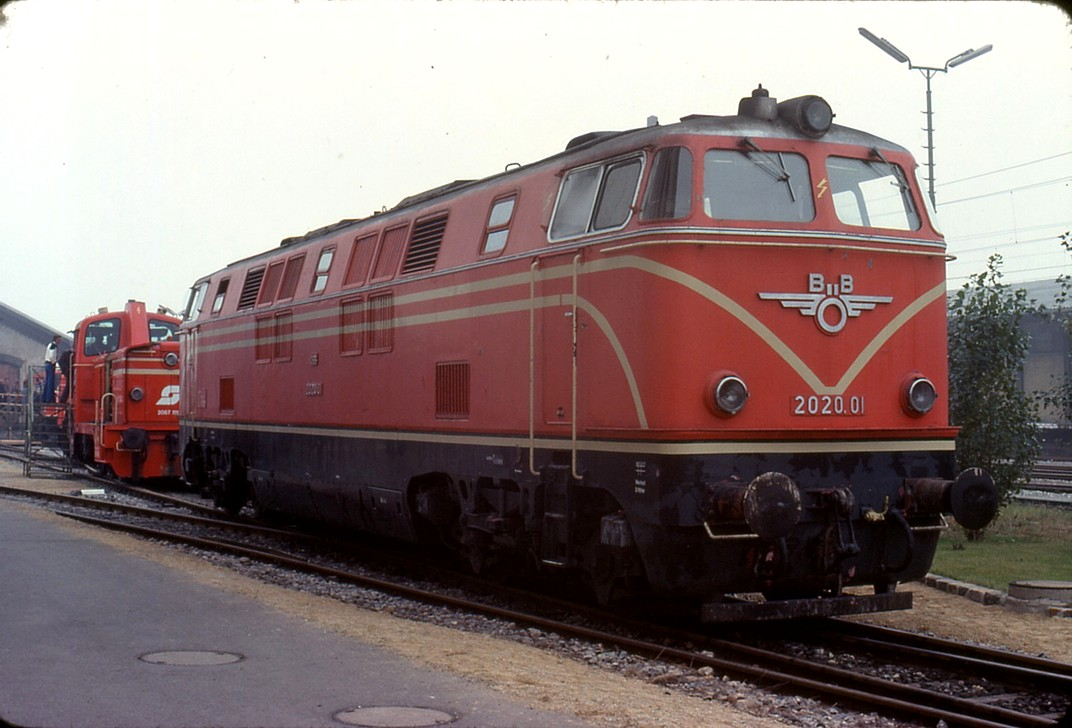
Einzelstück ÖBB 2020
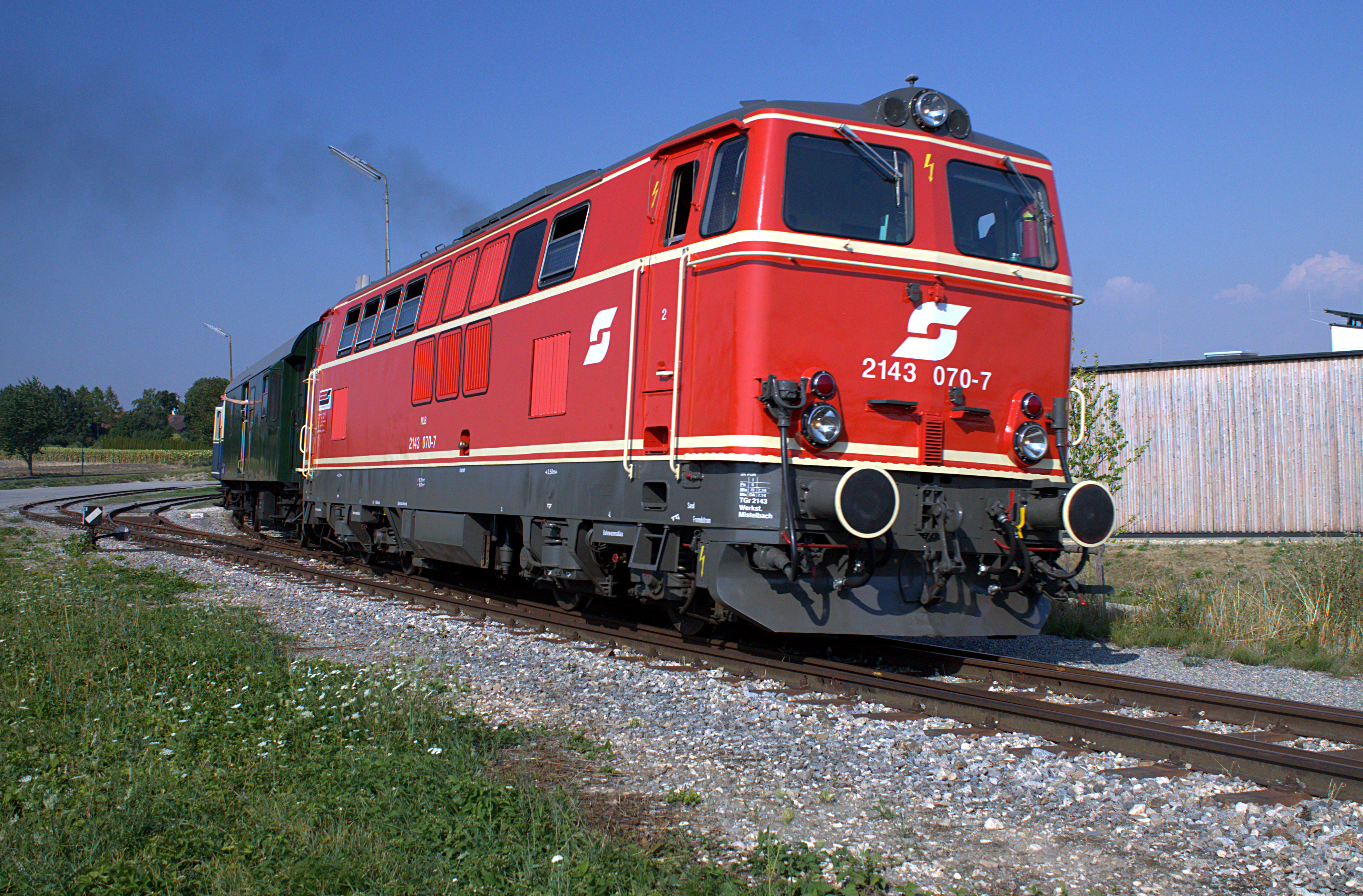
Universal-Dieselloks ÖBB-Reihe 2143
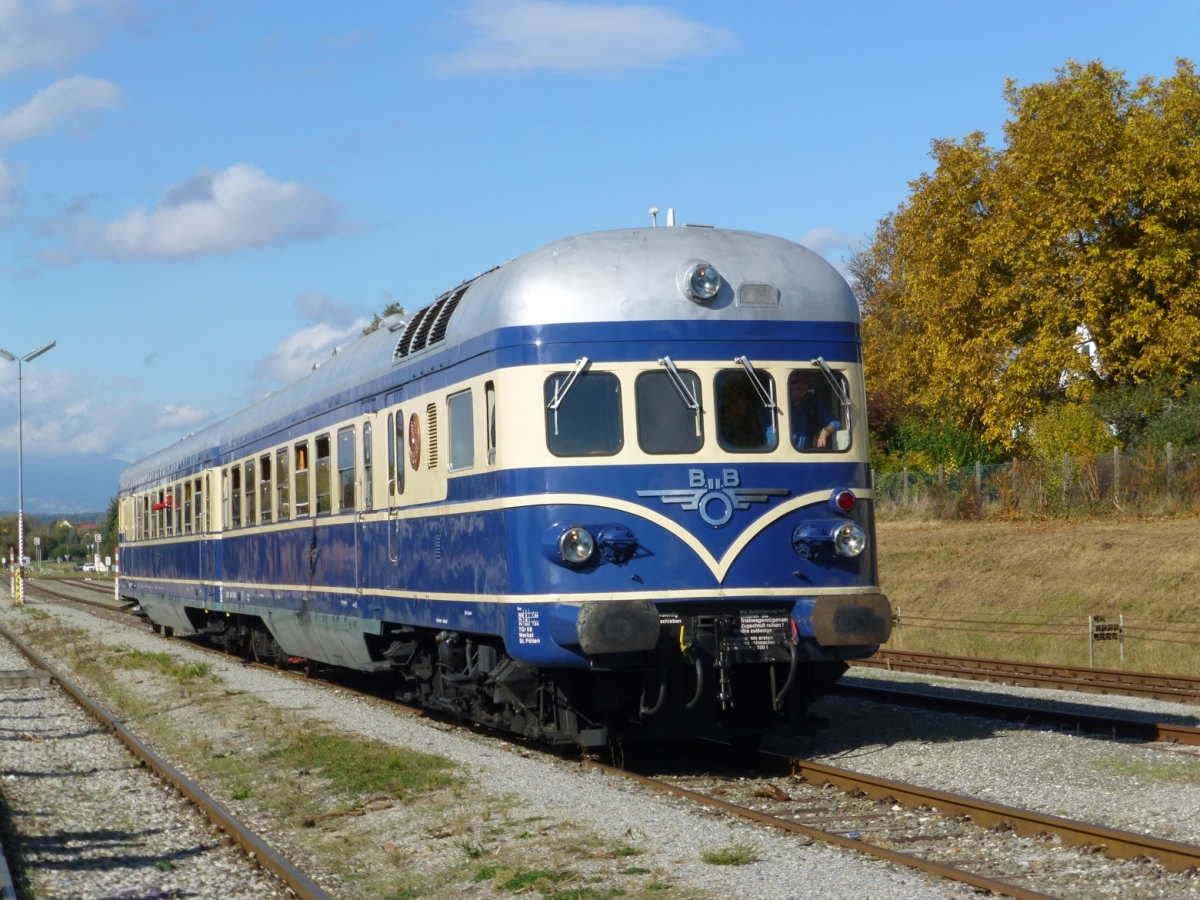
Der legendäre Blaue Blitz (ÖBB-Reihen 5045 und 5145)
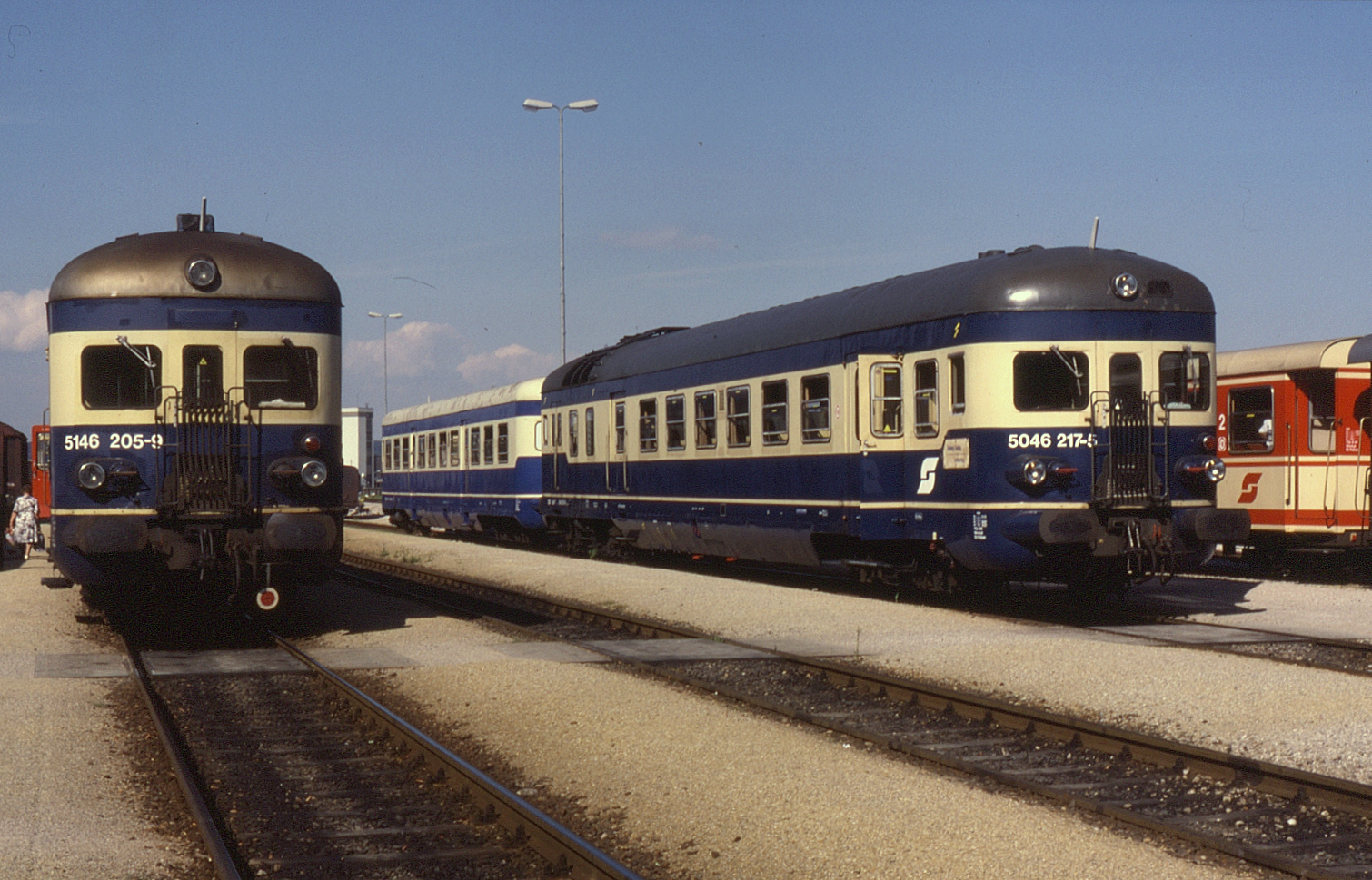
Triebwagen der ÖBB-Reihe 5046 für den Nahverkehr
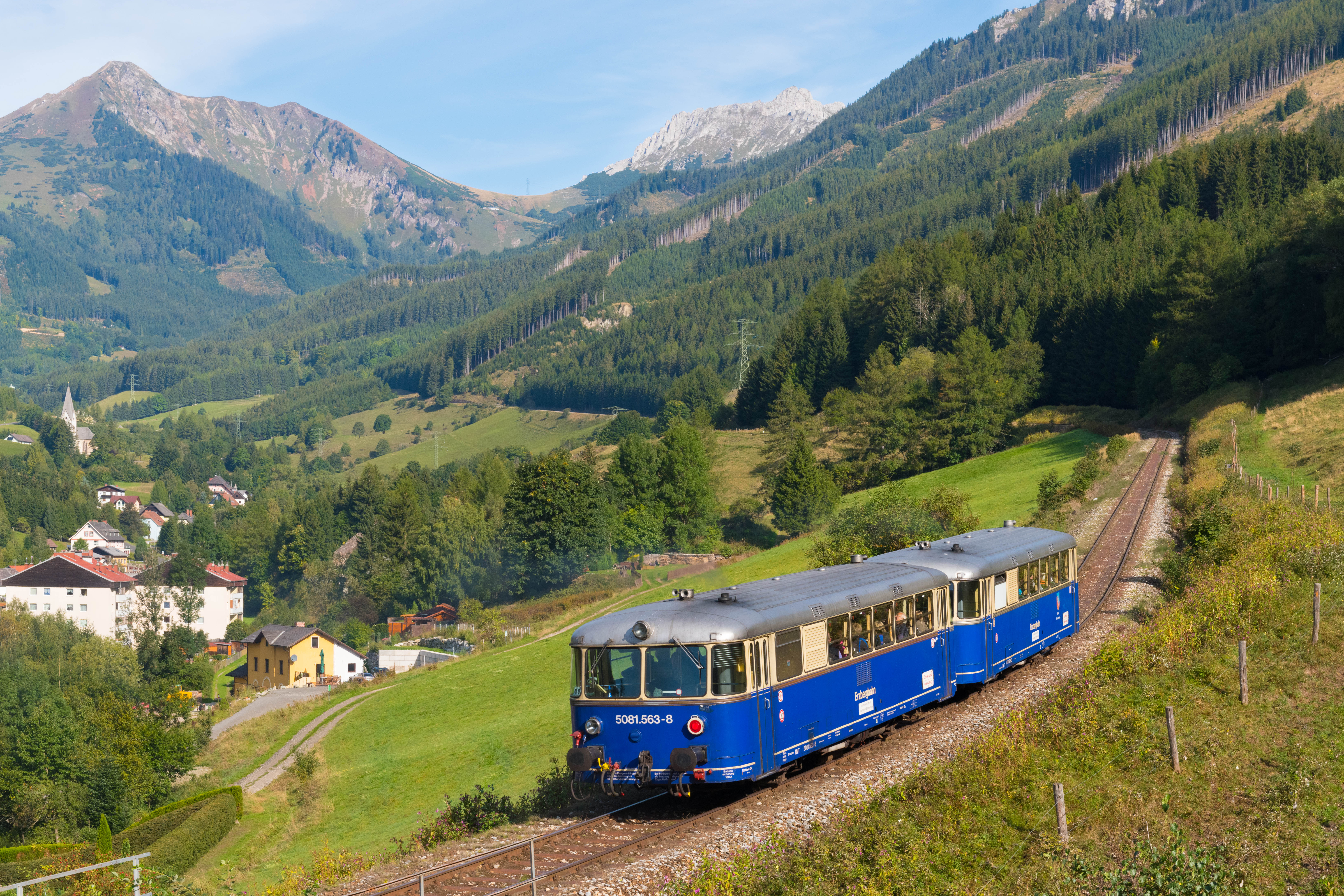
Lizenzbau-Schienenbusse der Reihe 5081
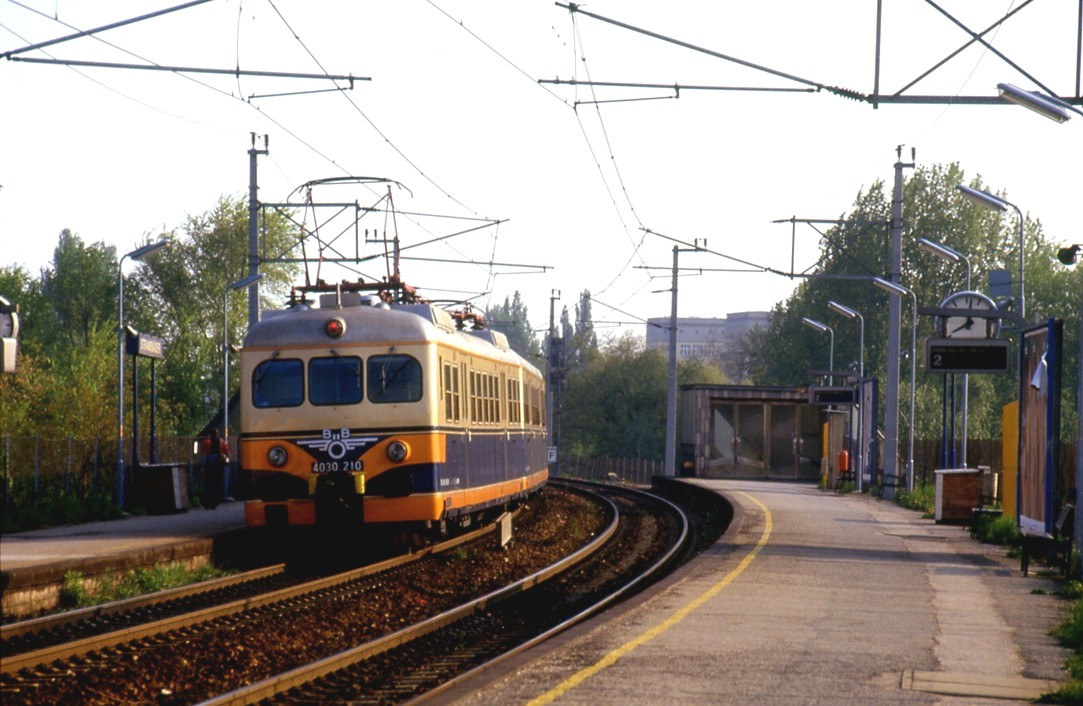
Schnellbahn-Triebwagen Reihe 4030
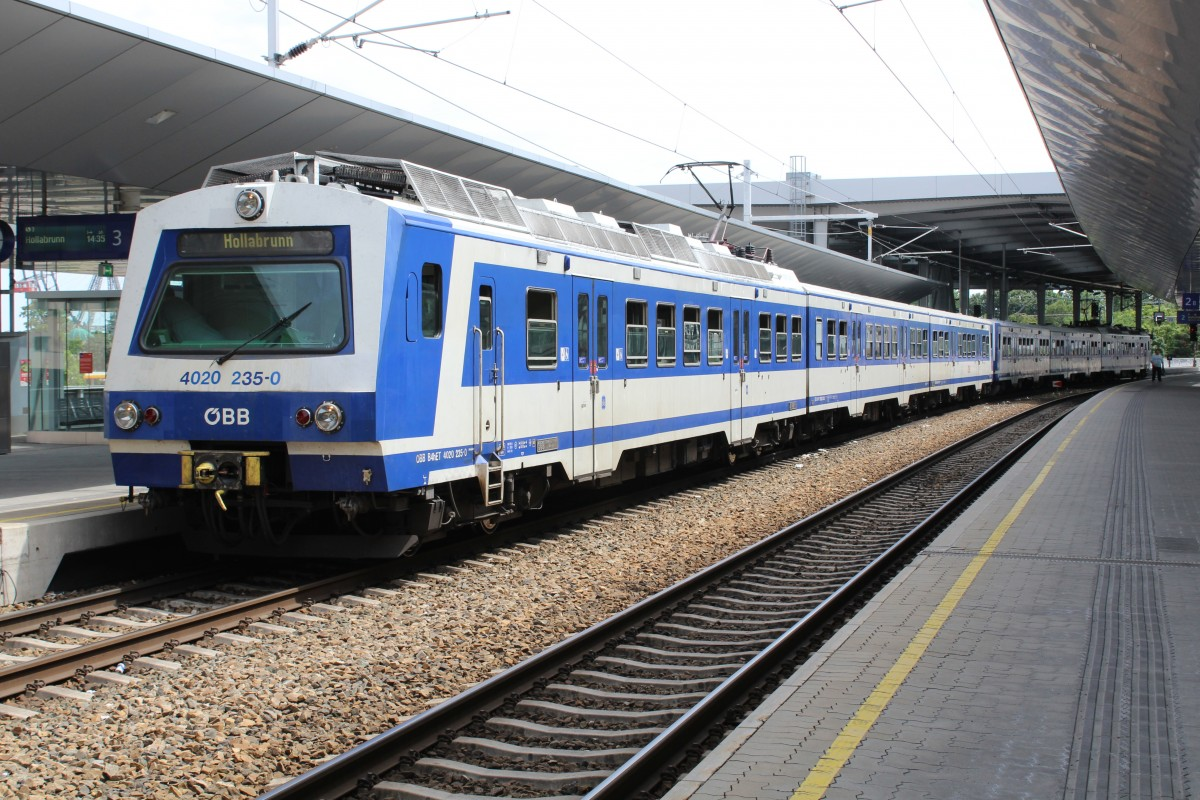
Schnellbahn-Triebwagen ÖBB 4020
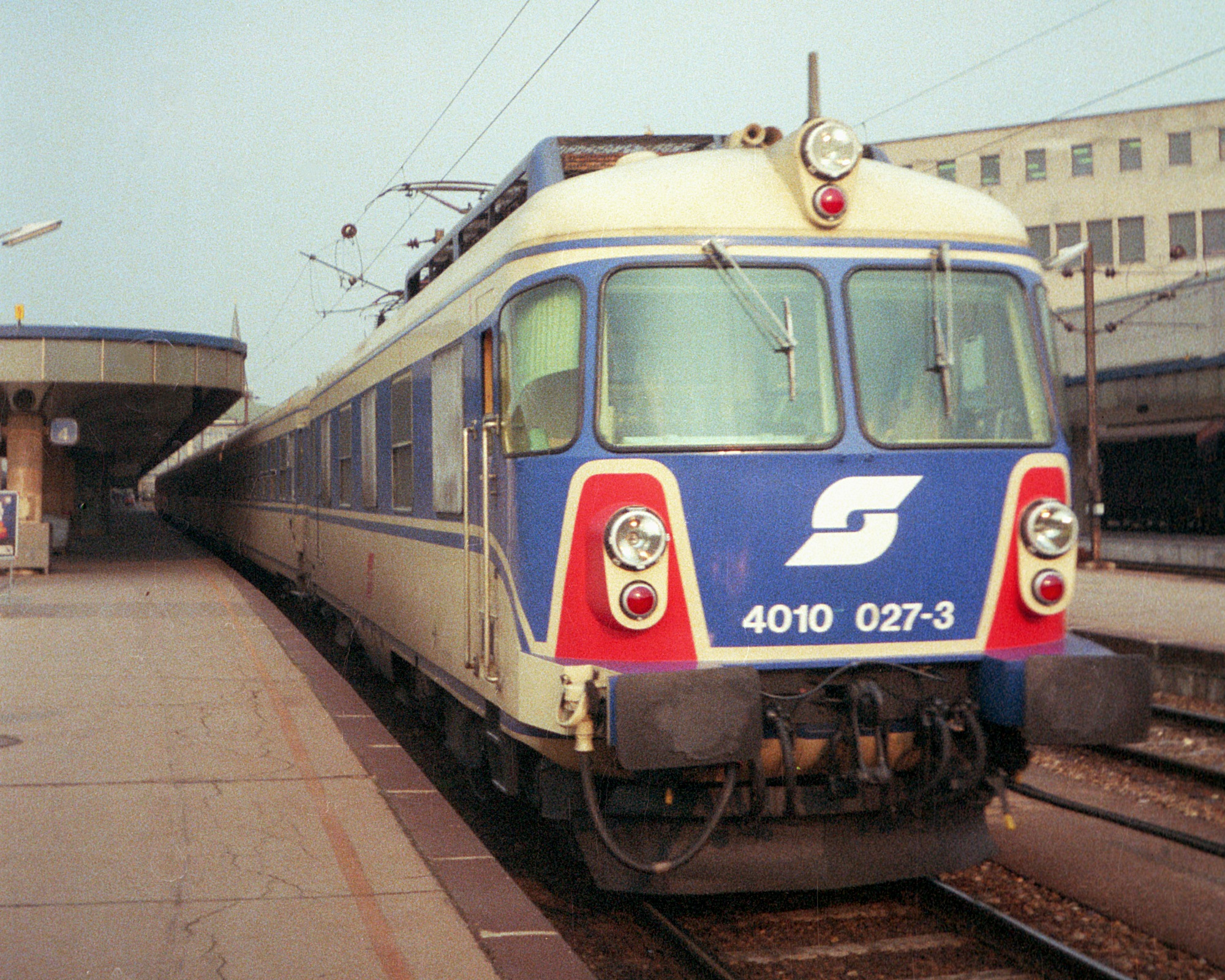
Städteschnelltriebwagen der Reihe 4010 (Transalpin II)
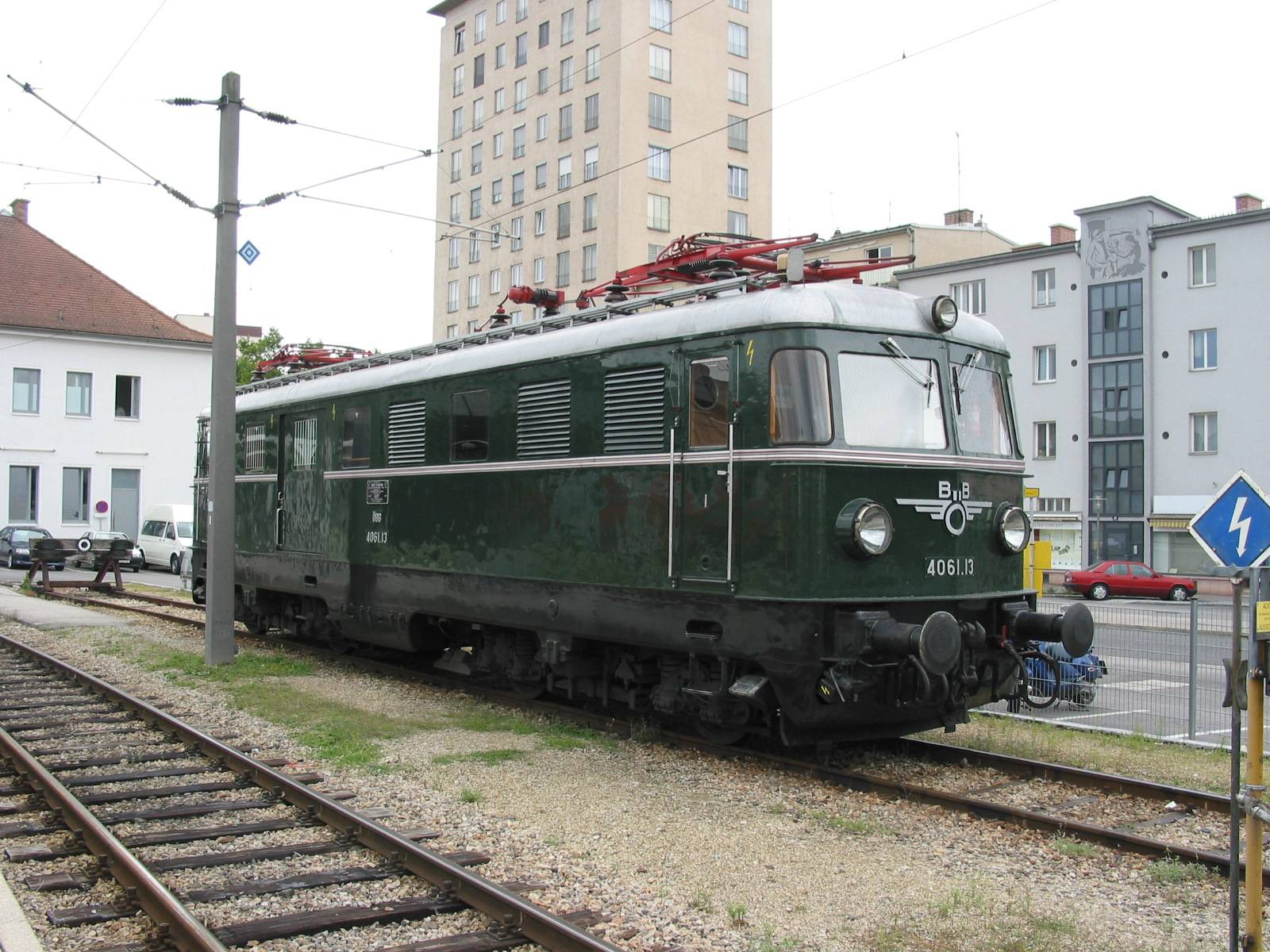
Gepäcktriebwagen der Reihe ÖBB 4061
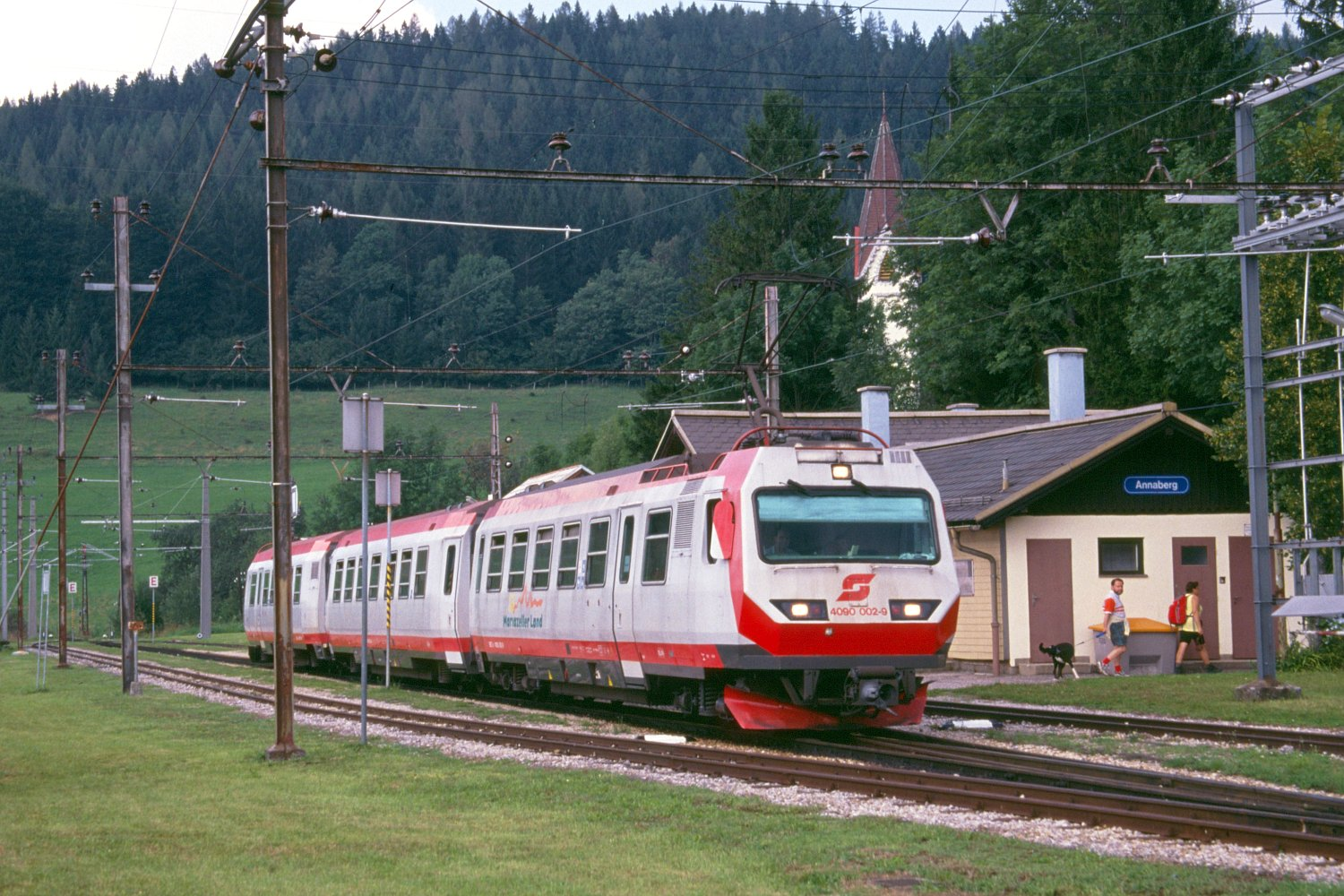
Schmalspur-Triebwagen ÖBB 4090 für die Mariazellerbahn
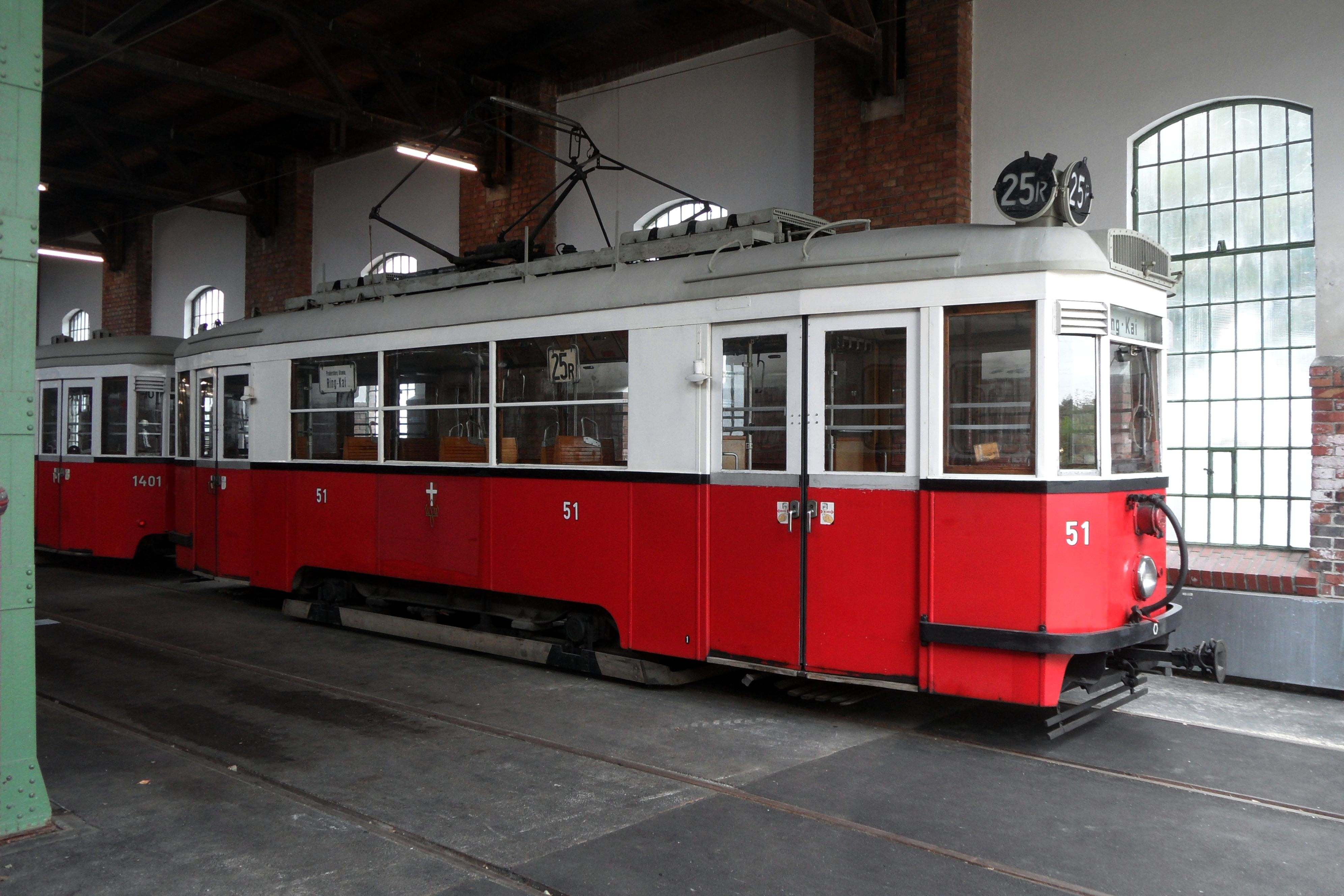
Wiener Straßenbahn Type B/b (1951)
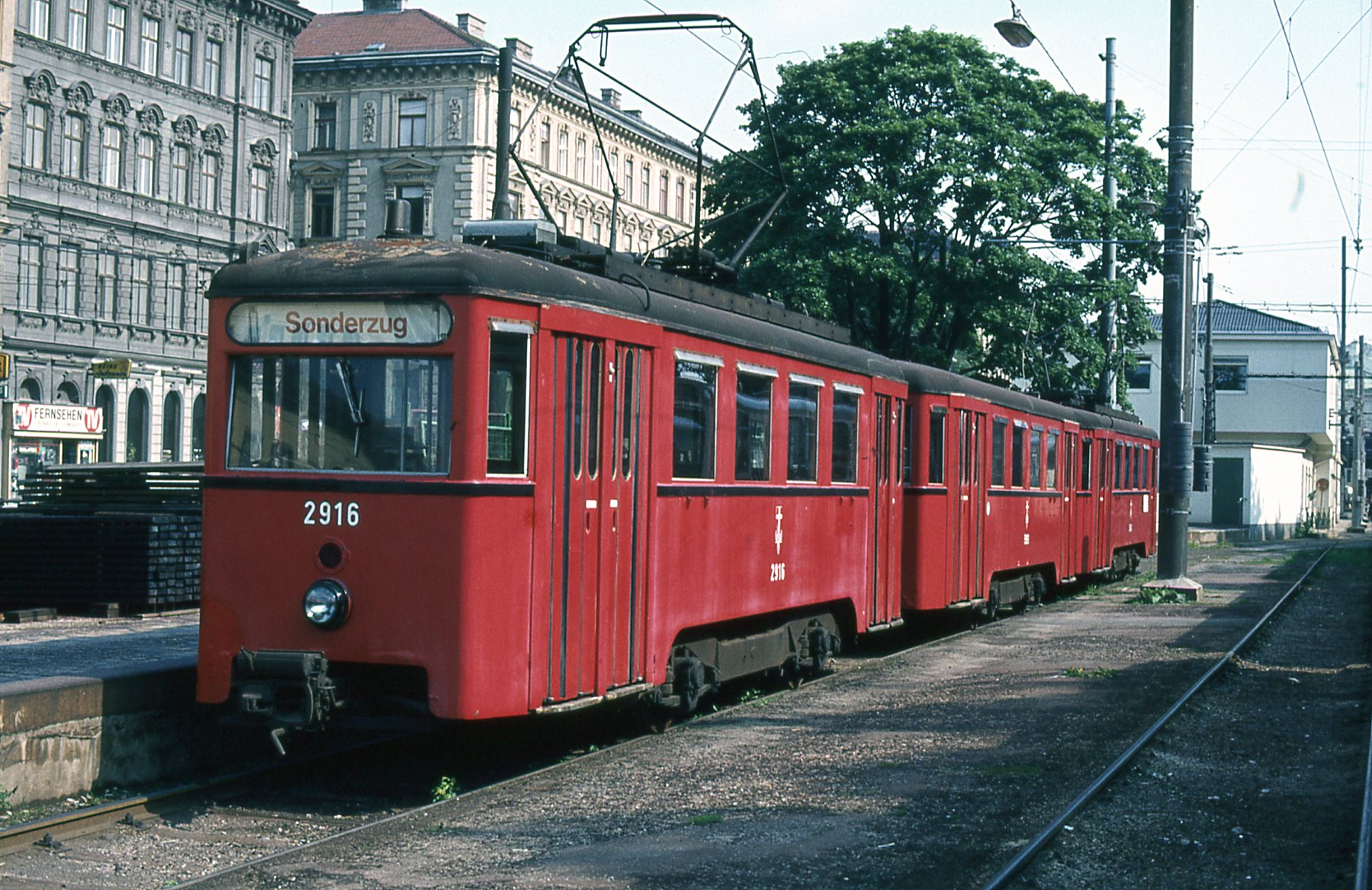
N1-Triebwagen der Wiener Stadtbahn
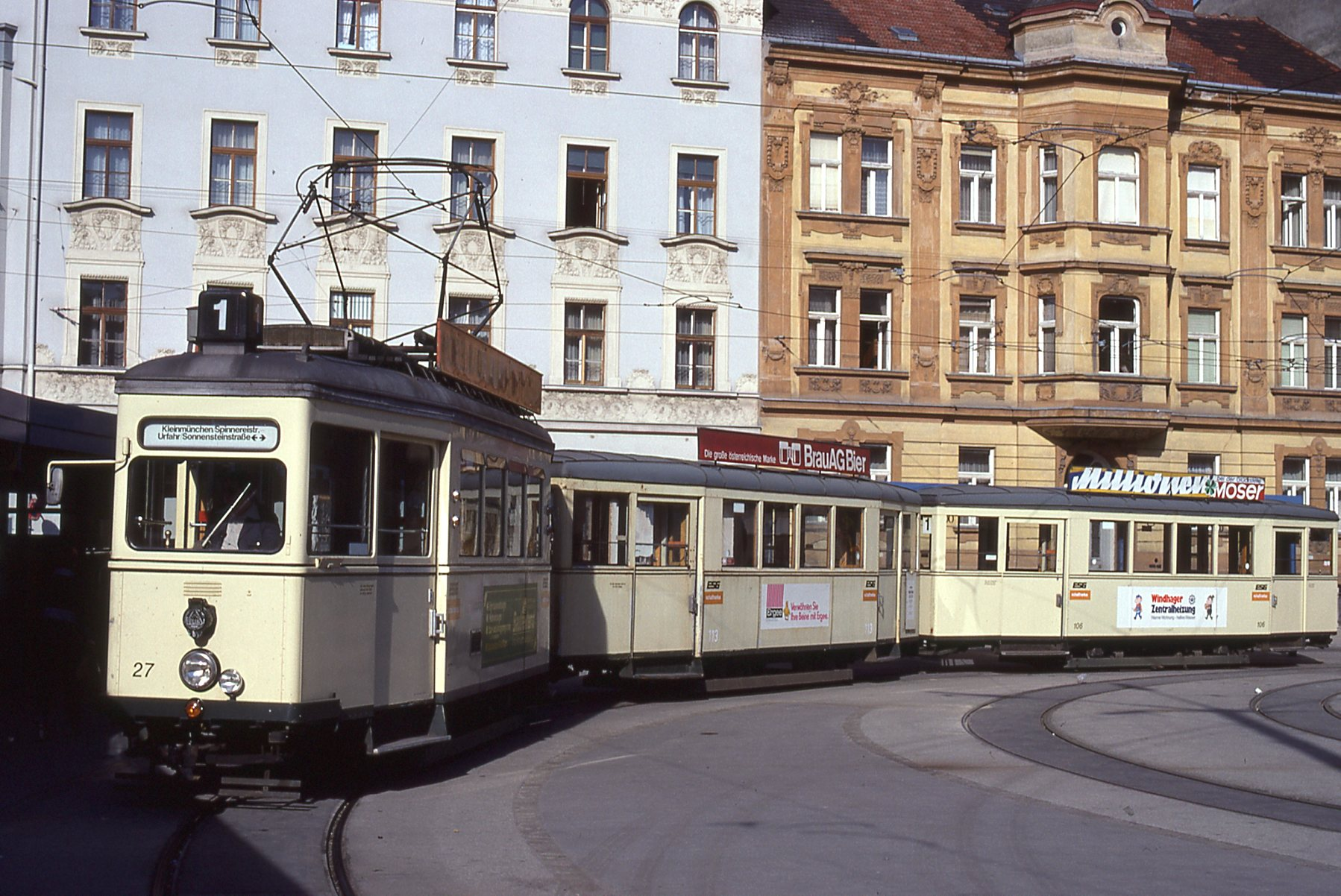
Die Nachkriegstype der Linzer Straßenbahn lieferte SGP ebenso…
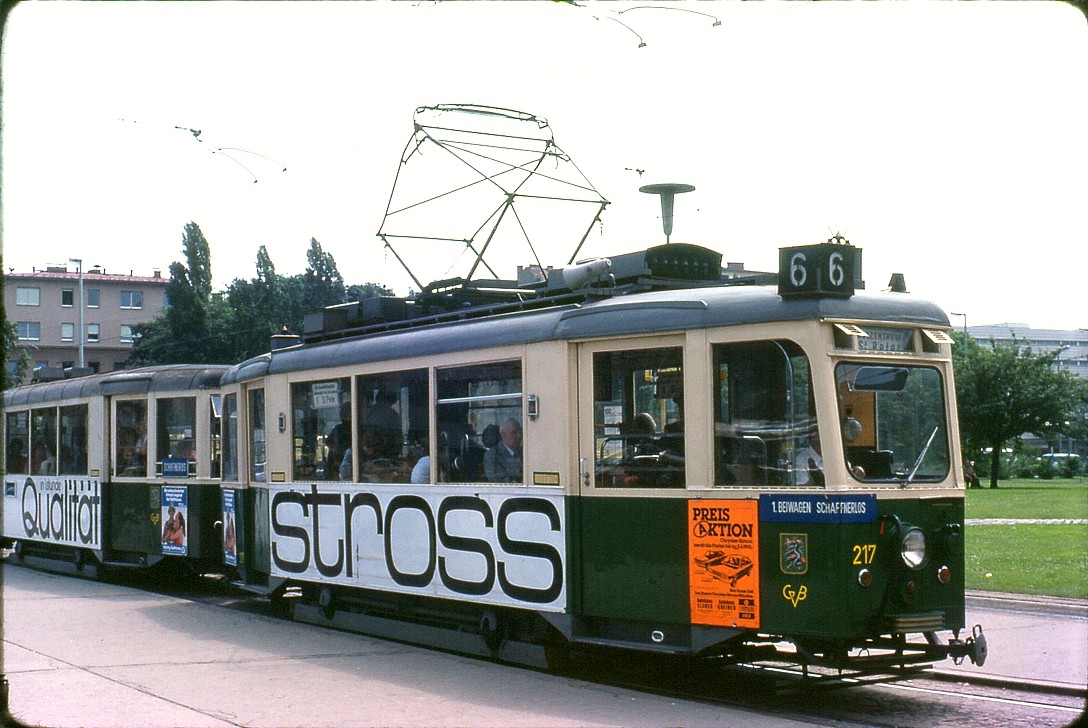
… wie die der Grazer Straßenbahnen der Reihe 200.
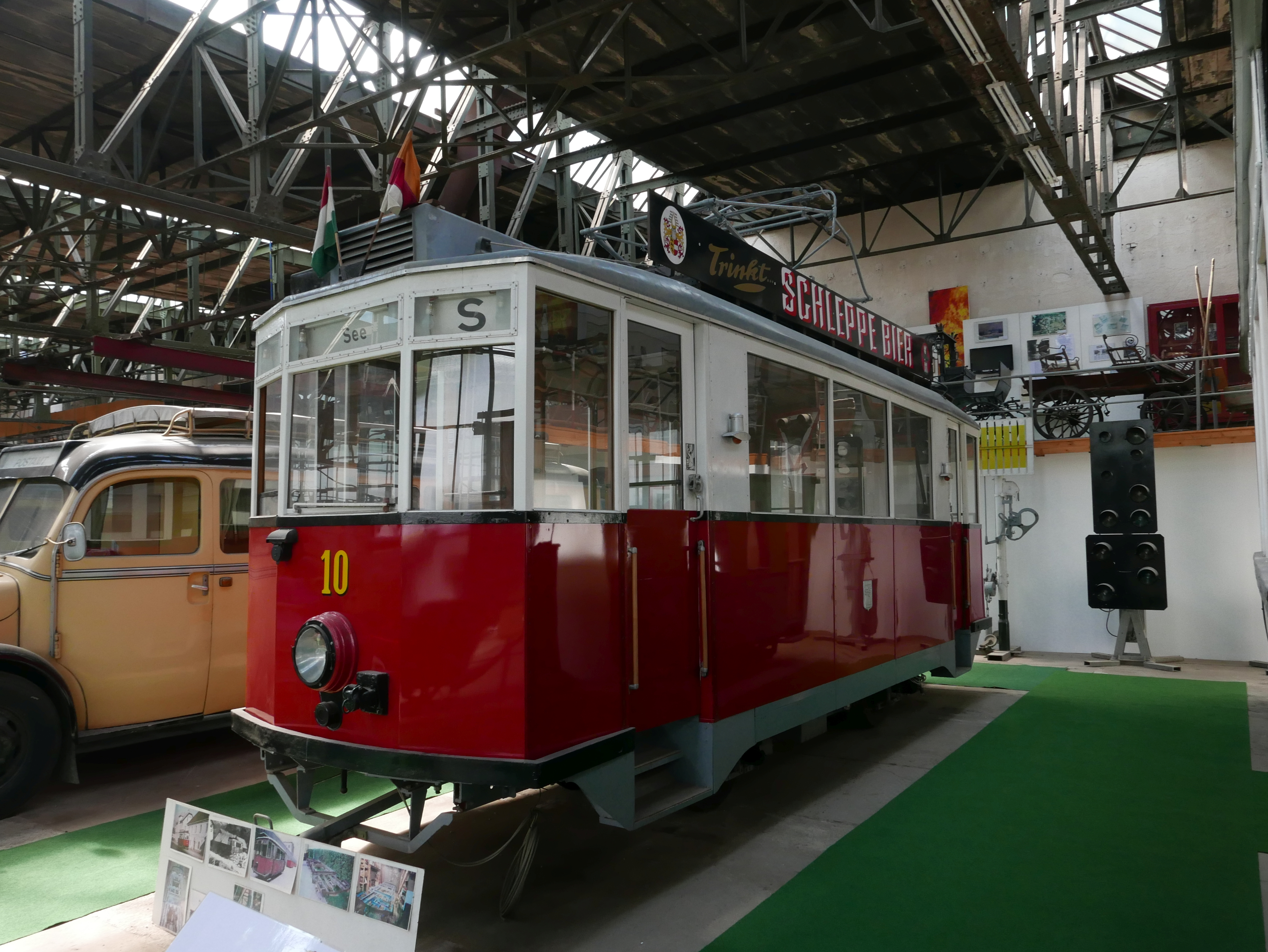
Umbau-Triebwagen der Straßenbahn Klagenfurt
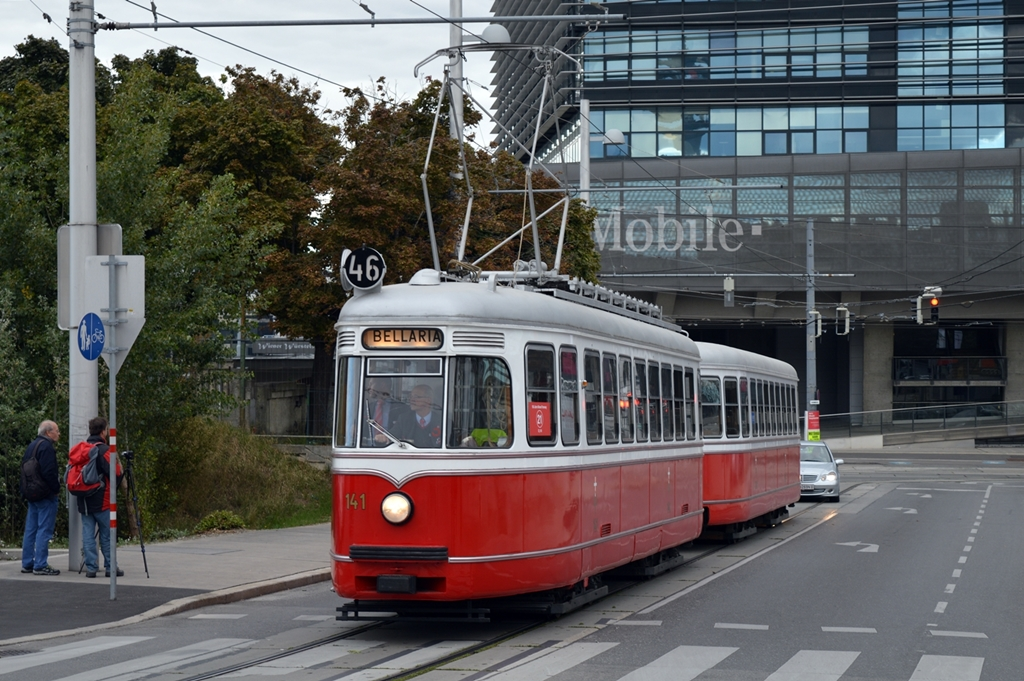
Straßenbahn Wien Typ C1 nach DÜWAG-Lizenz
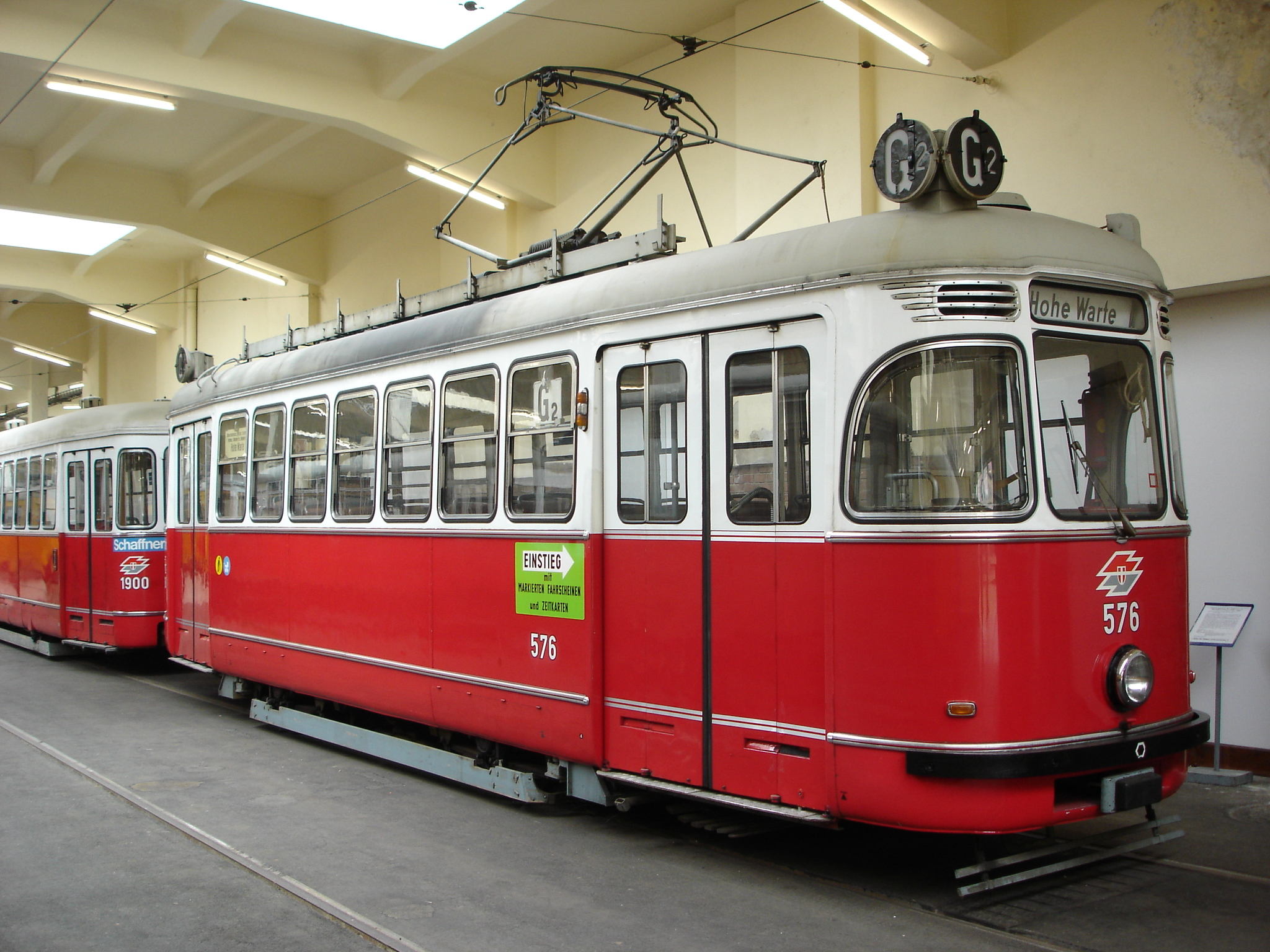
Zweiachsige Einrichtungs-Triebwagen der Type L4
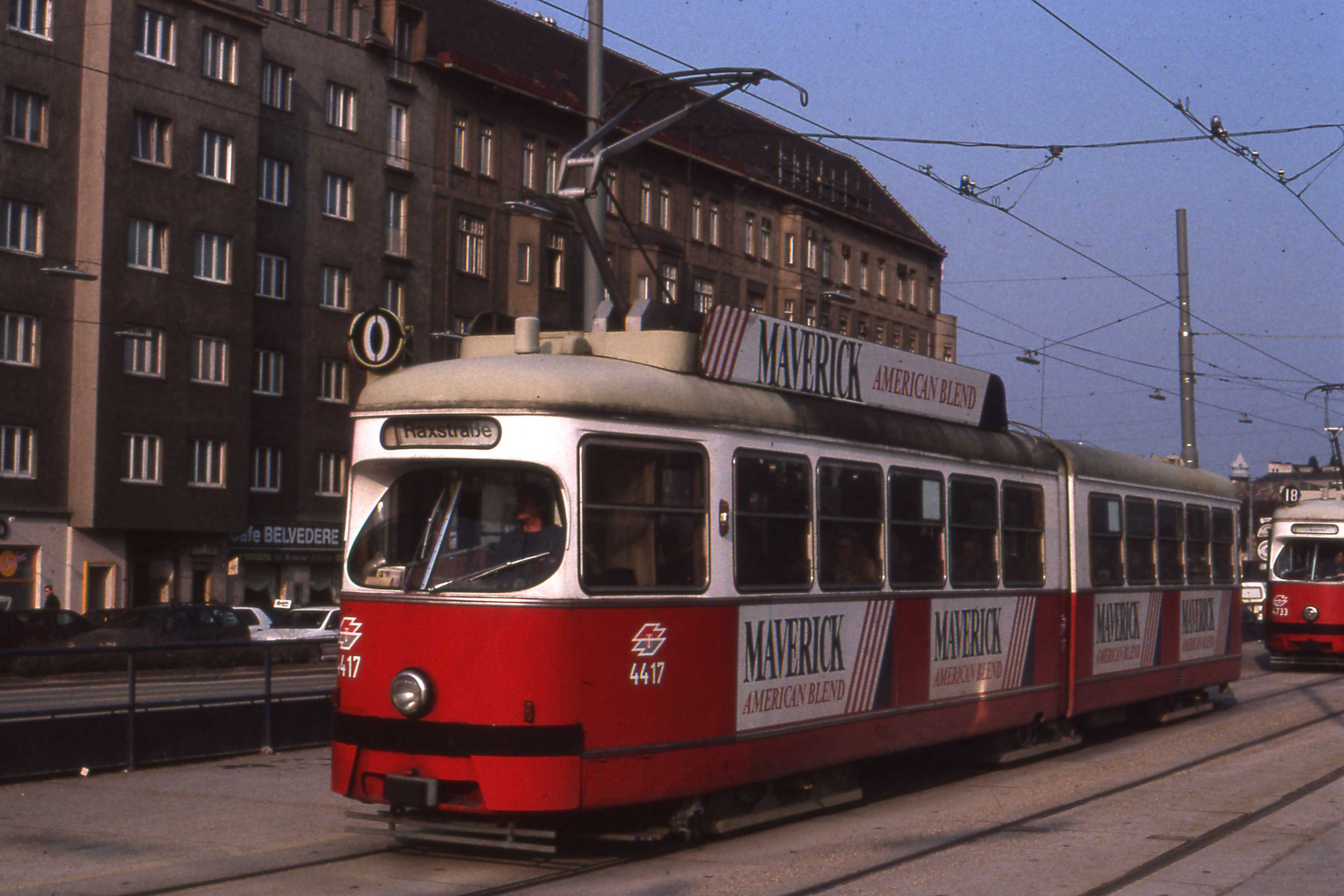
Type E und E1 der Wiener Straßenbahn
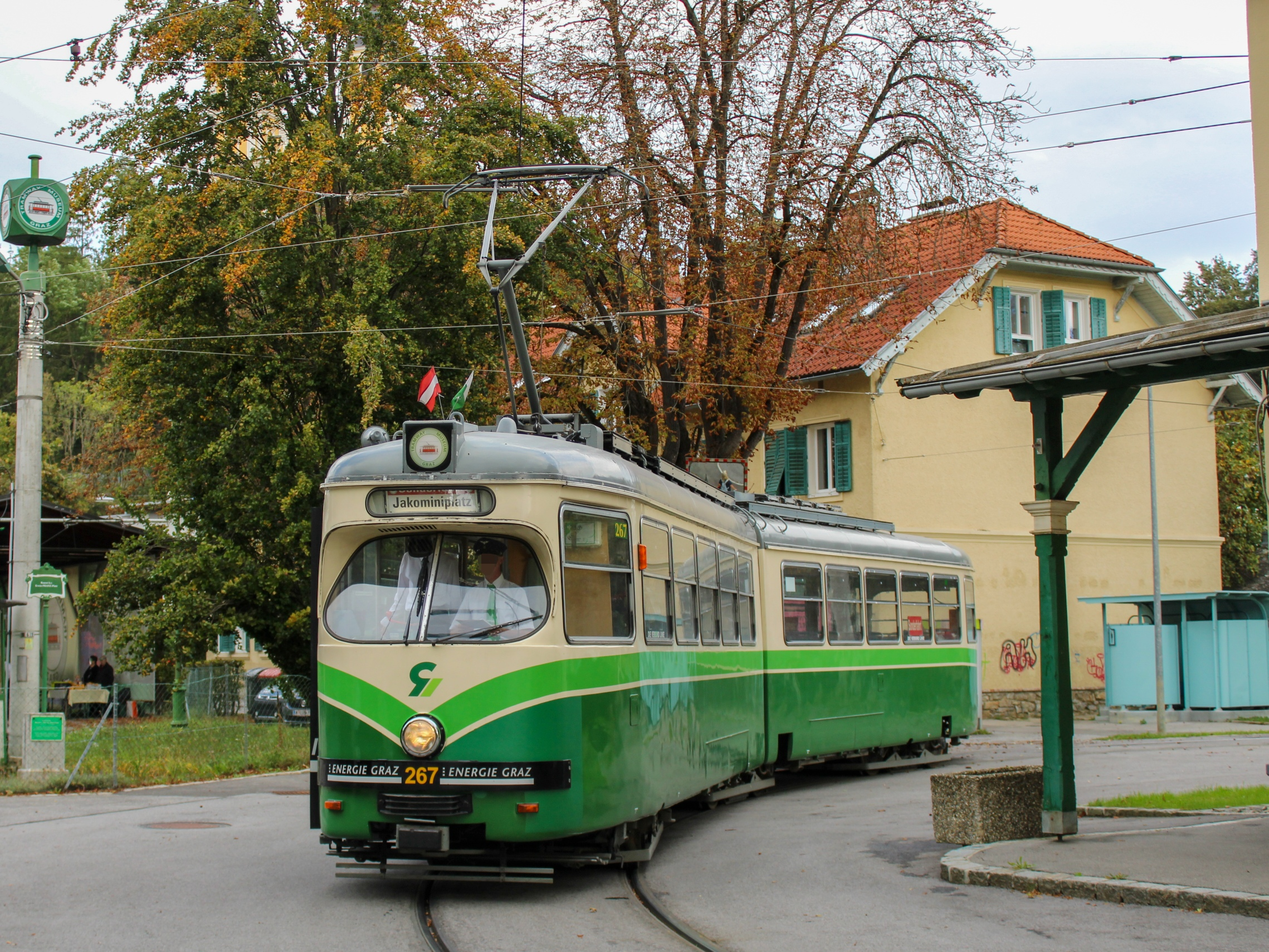
Reihe 260 der Straßenbahn Graz
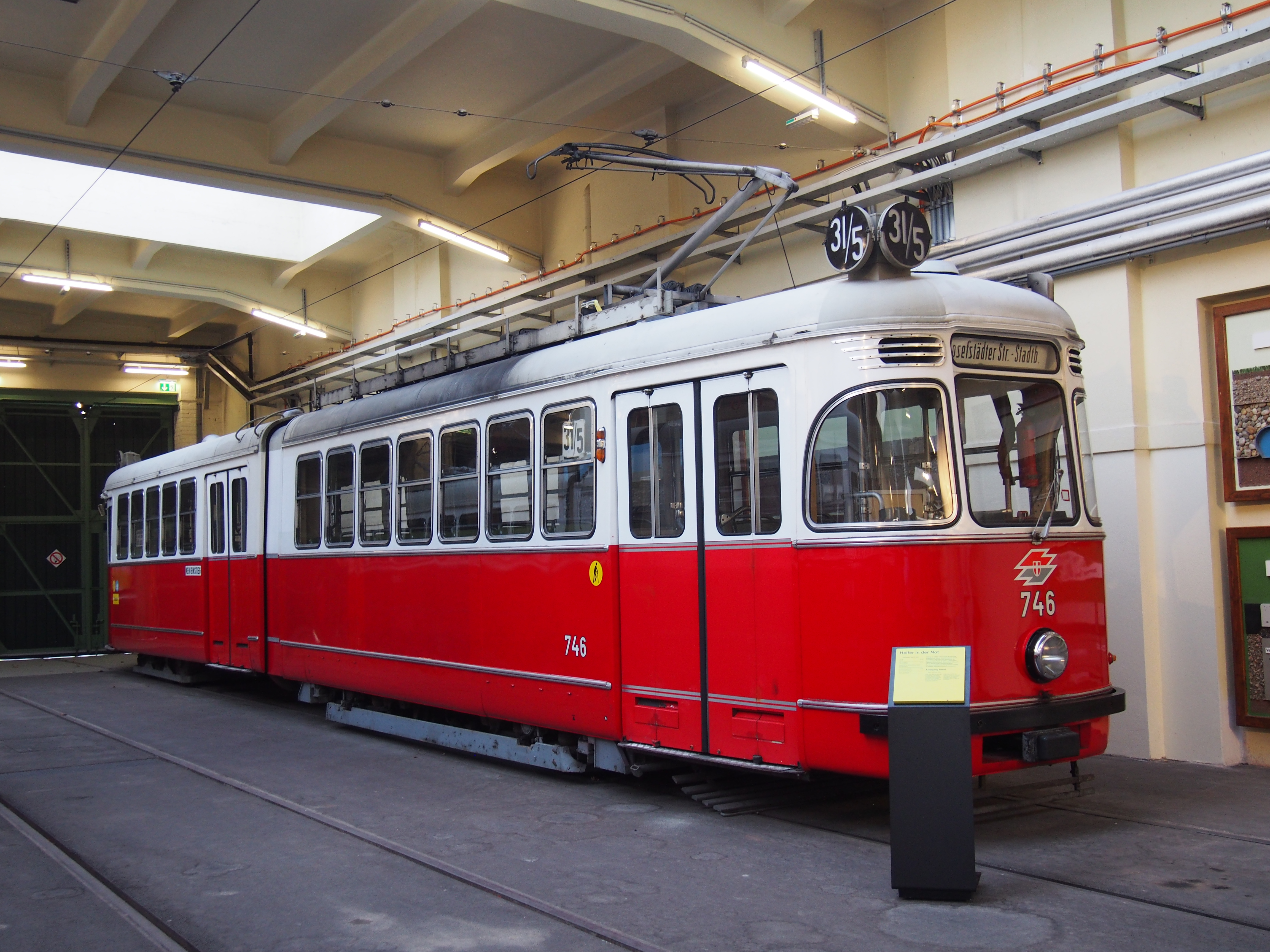
Gelenktriebwagen der Type F der Wiener Straßenbahn
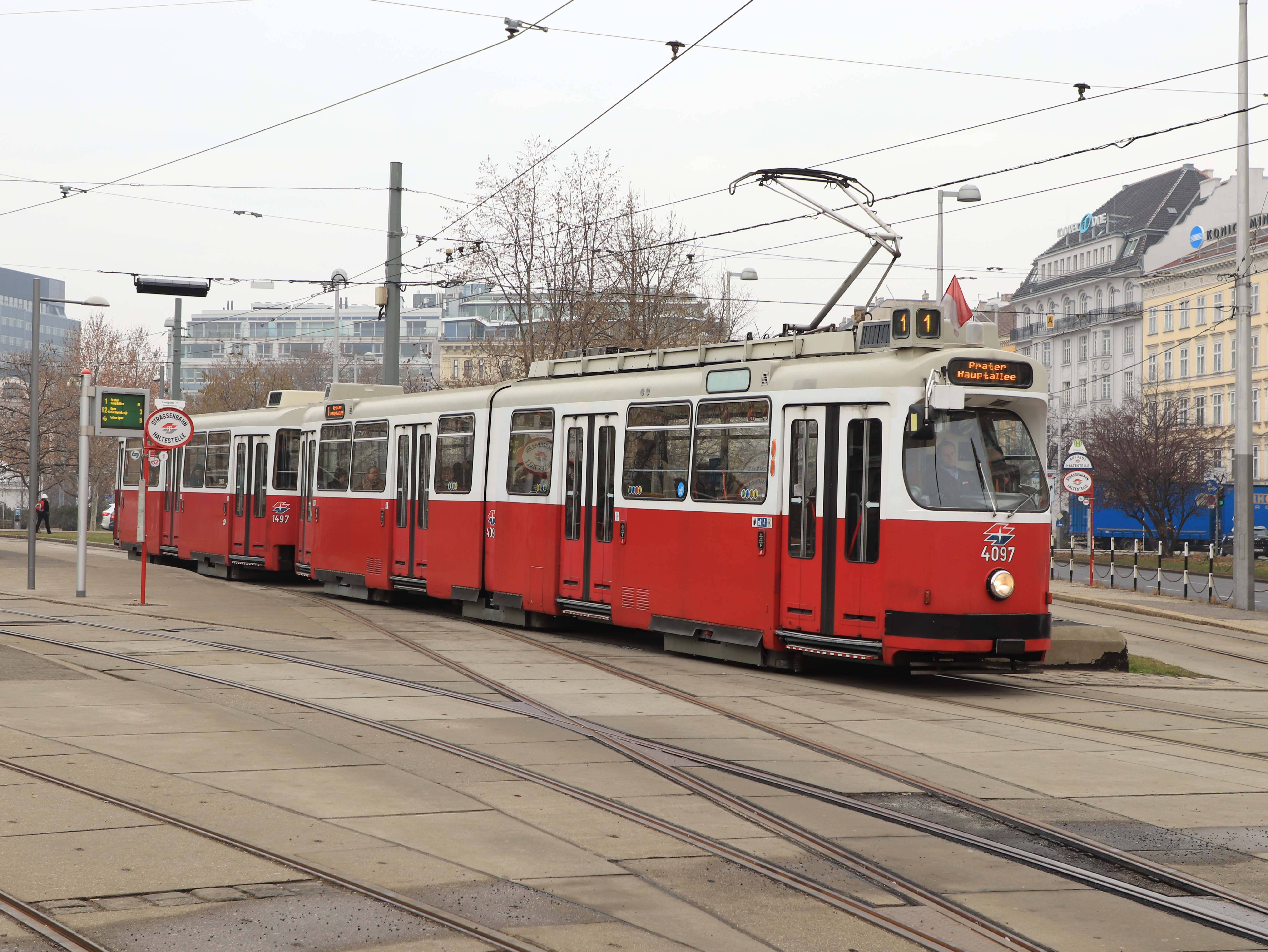
Die Wiener Straßenbahnwagen der Type E2 basieren auf dem DÜWAG-Typ Mannheim
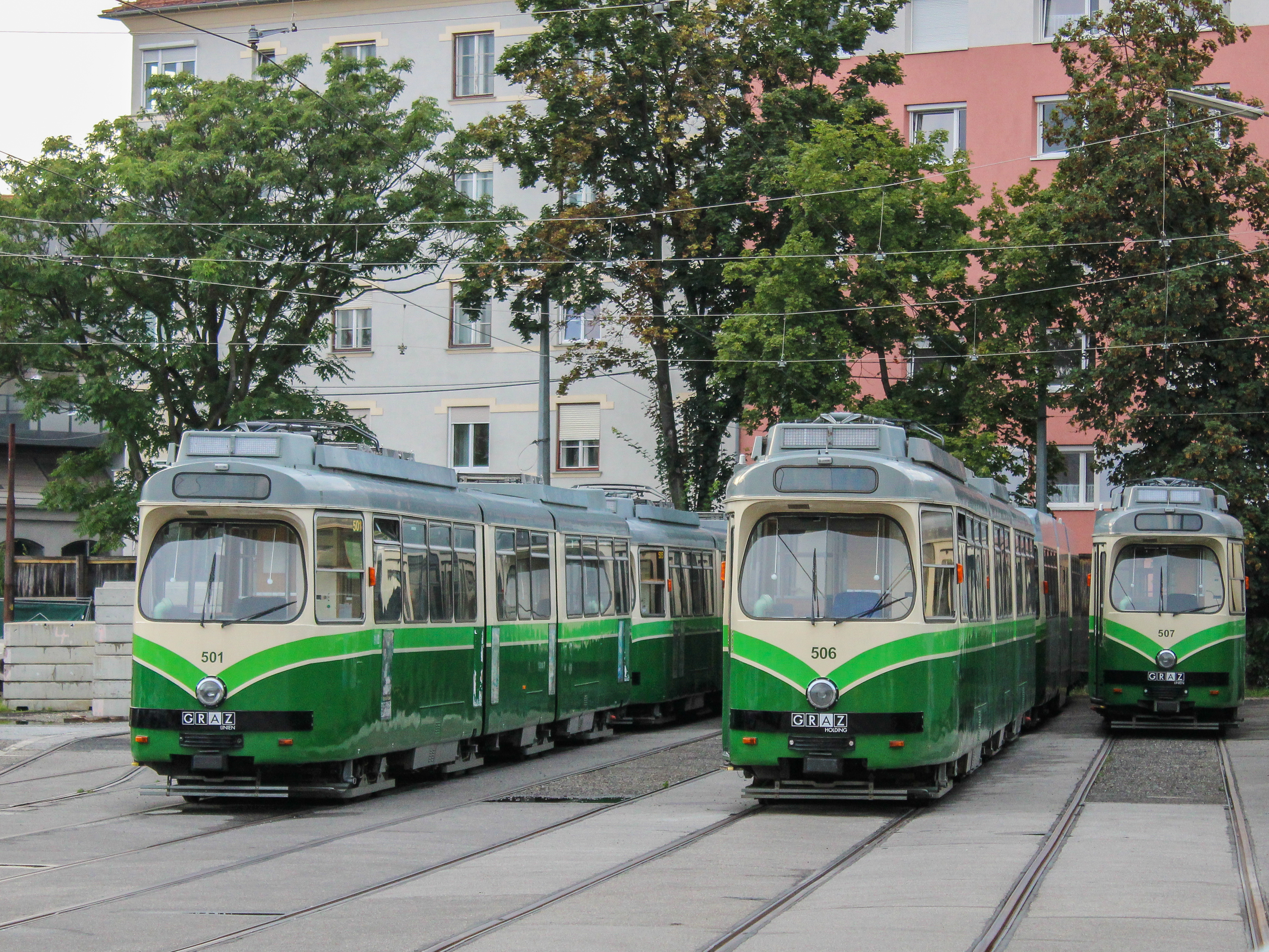
Ebenso die Serie 500 der Grazer Straßenbahn
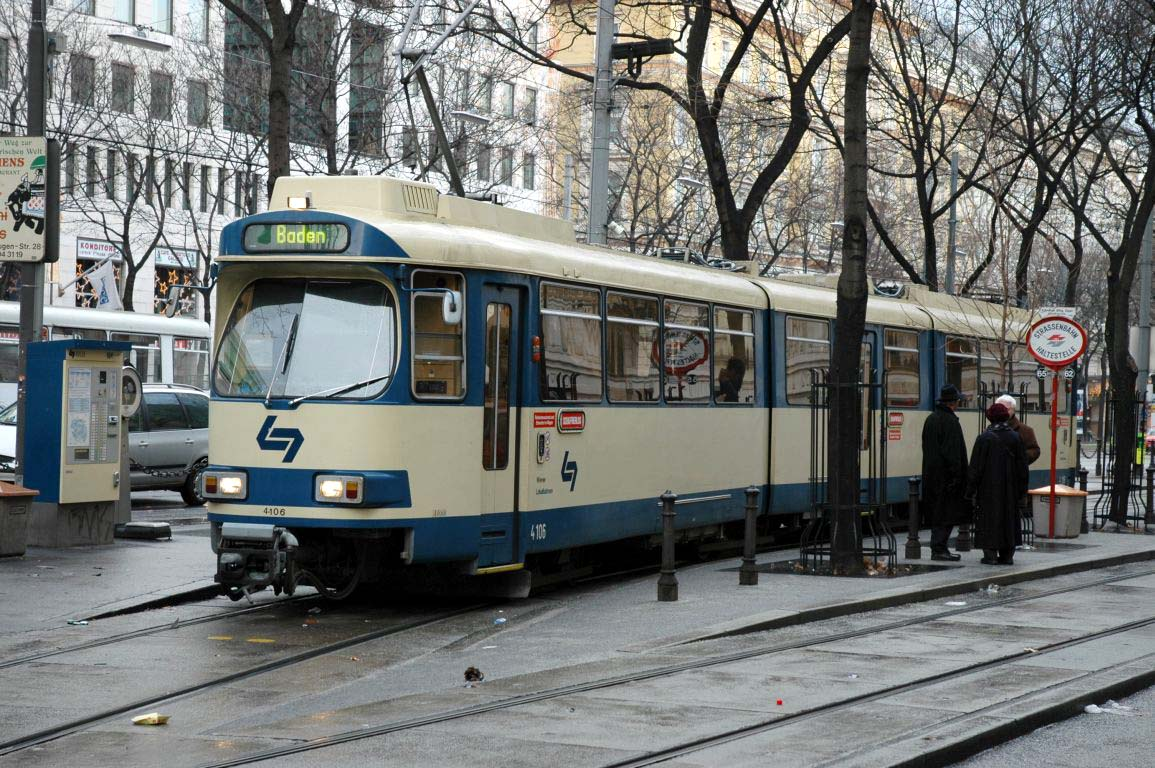
Und die Reihe 100 der WLB
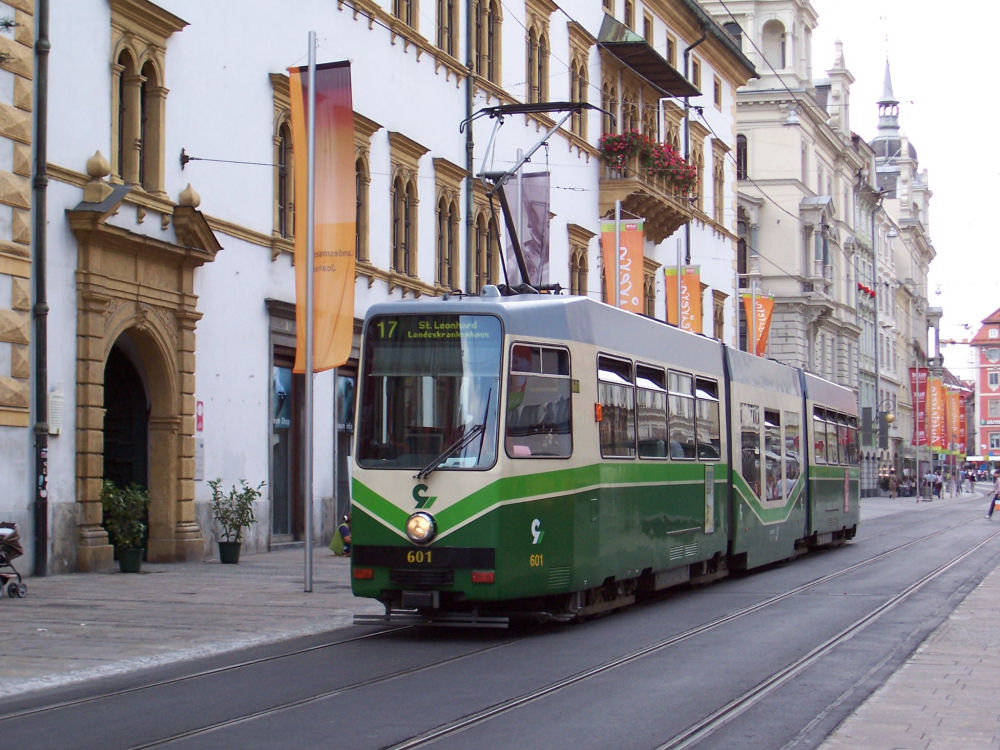
Serie 600 der Grazer Straßenbahn
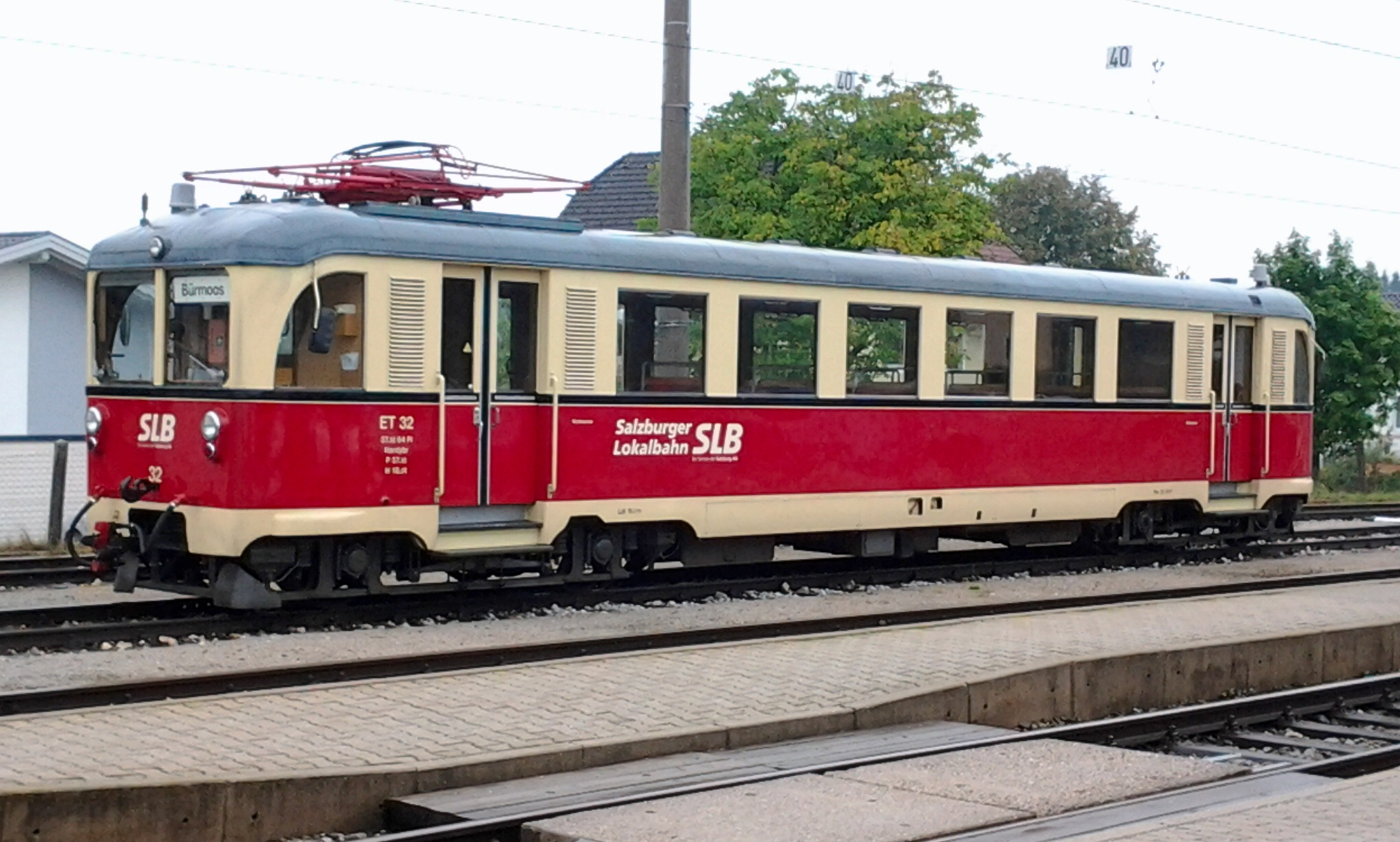
Vierachsige Lokalbahntriebwagen für SLB und Linzer Lokalbahn
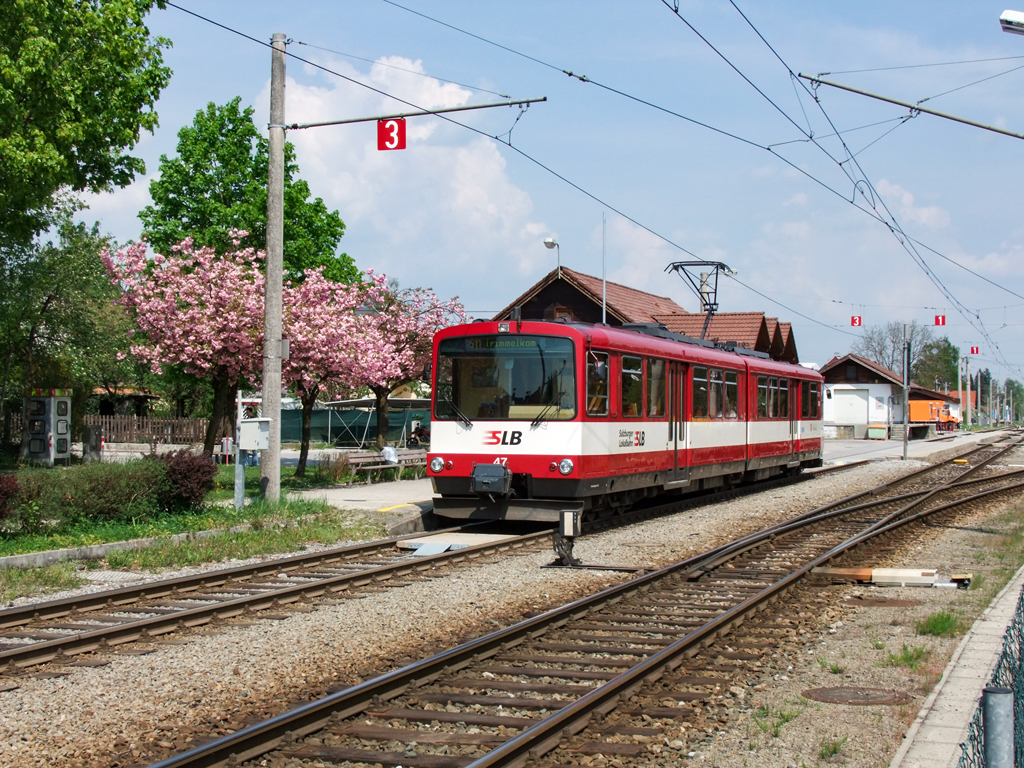
Triebwagen ET 47 der Salzburger Lokalbahn
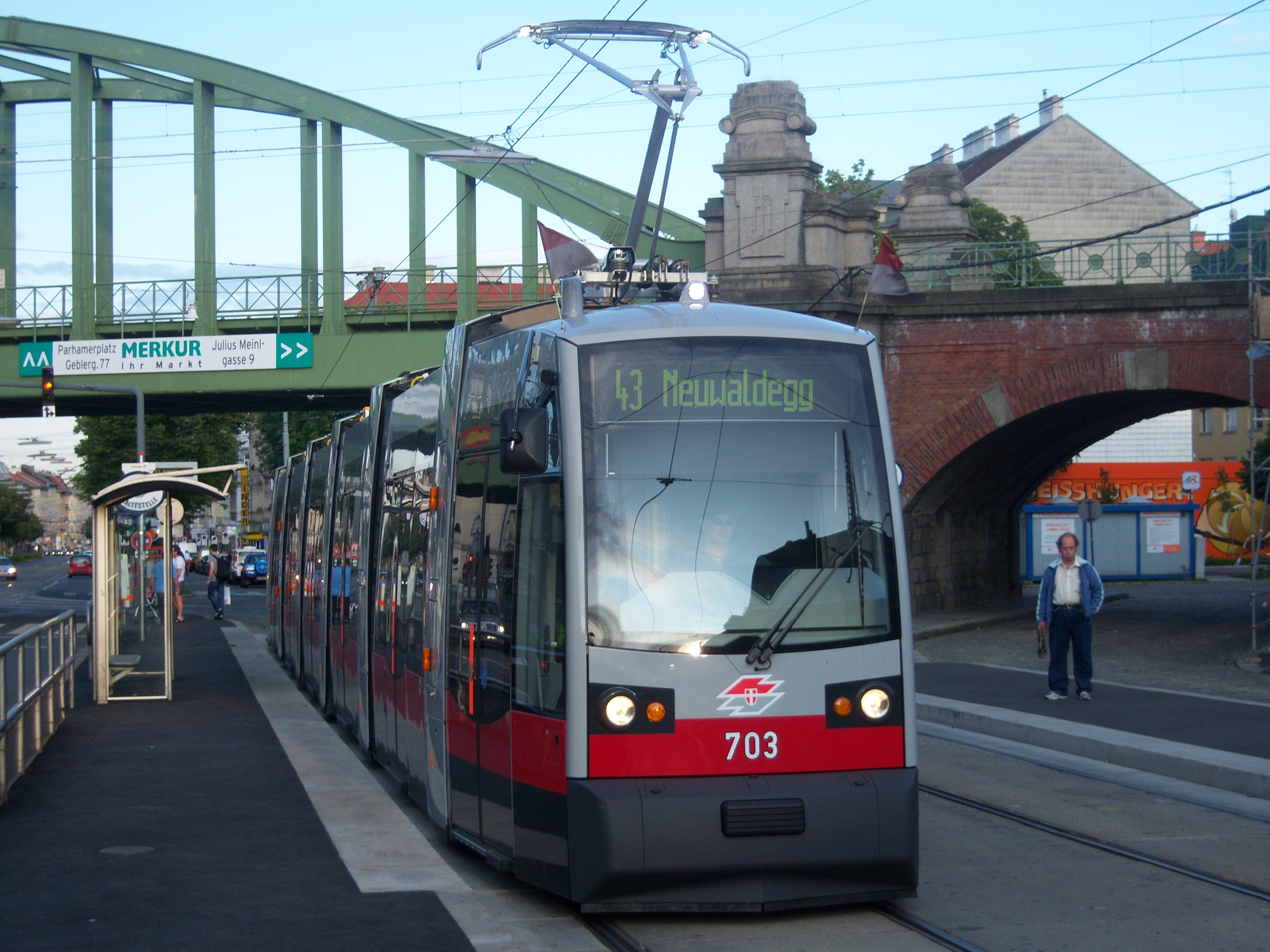
Die Niederflur-Straßenbahnwagen ULF (Type B1)
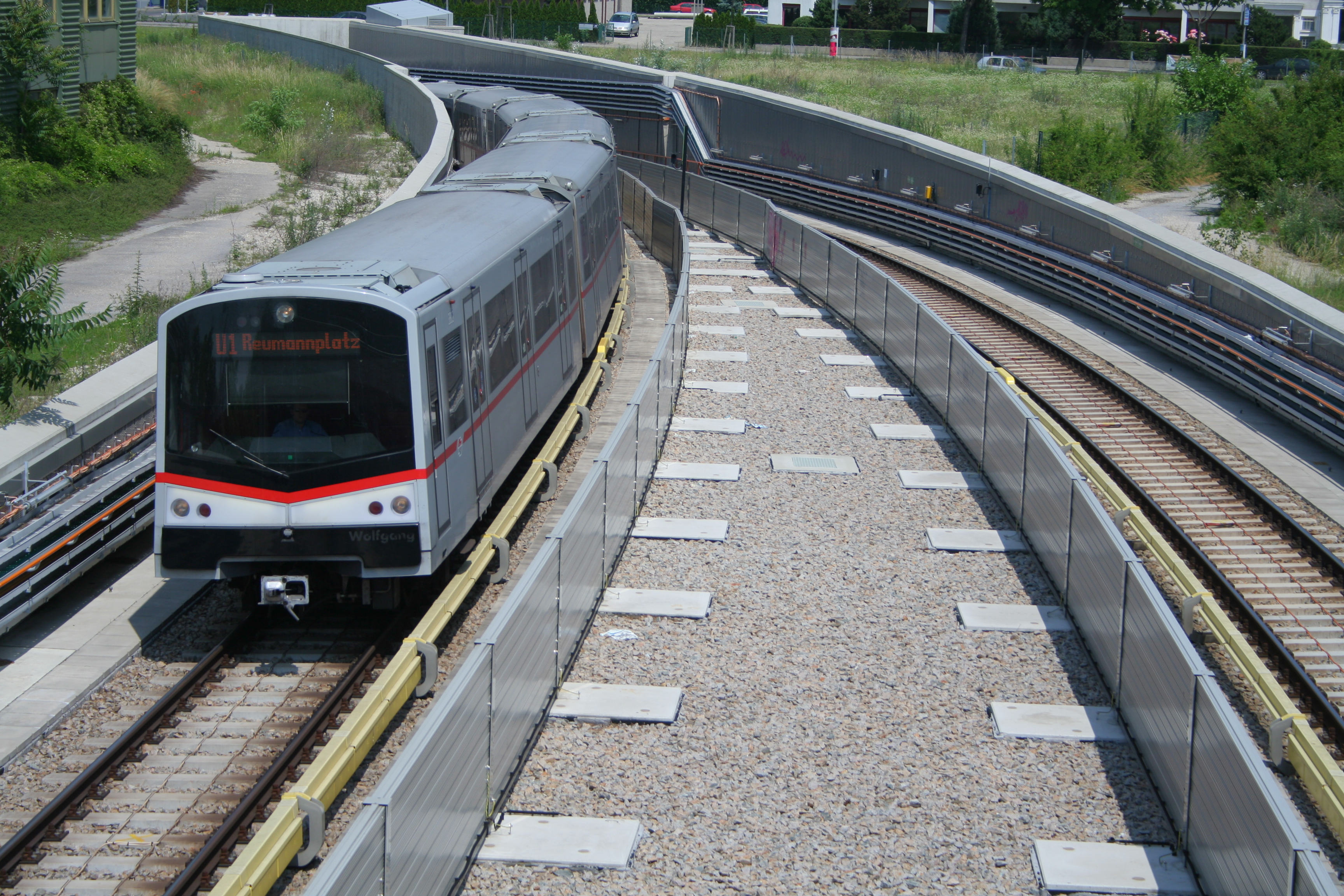
U-Bahn-Wagen Typ V, eine der letzten Entwicklungen von SGP
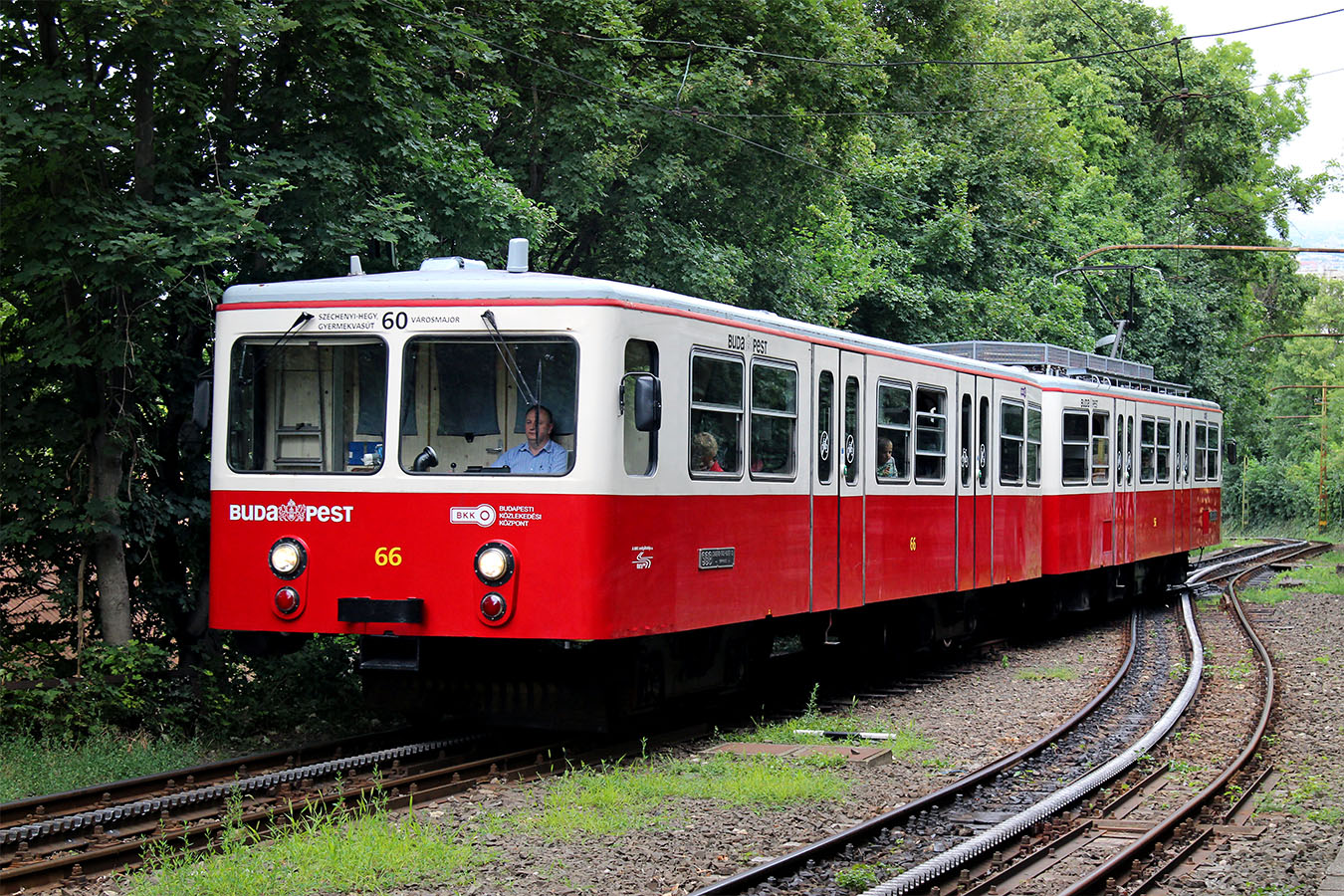
Steuerwagen und Triebwagen der Schwabenbergbahn in Budapest
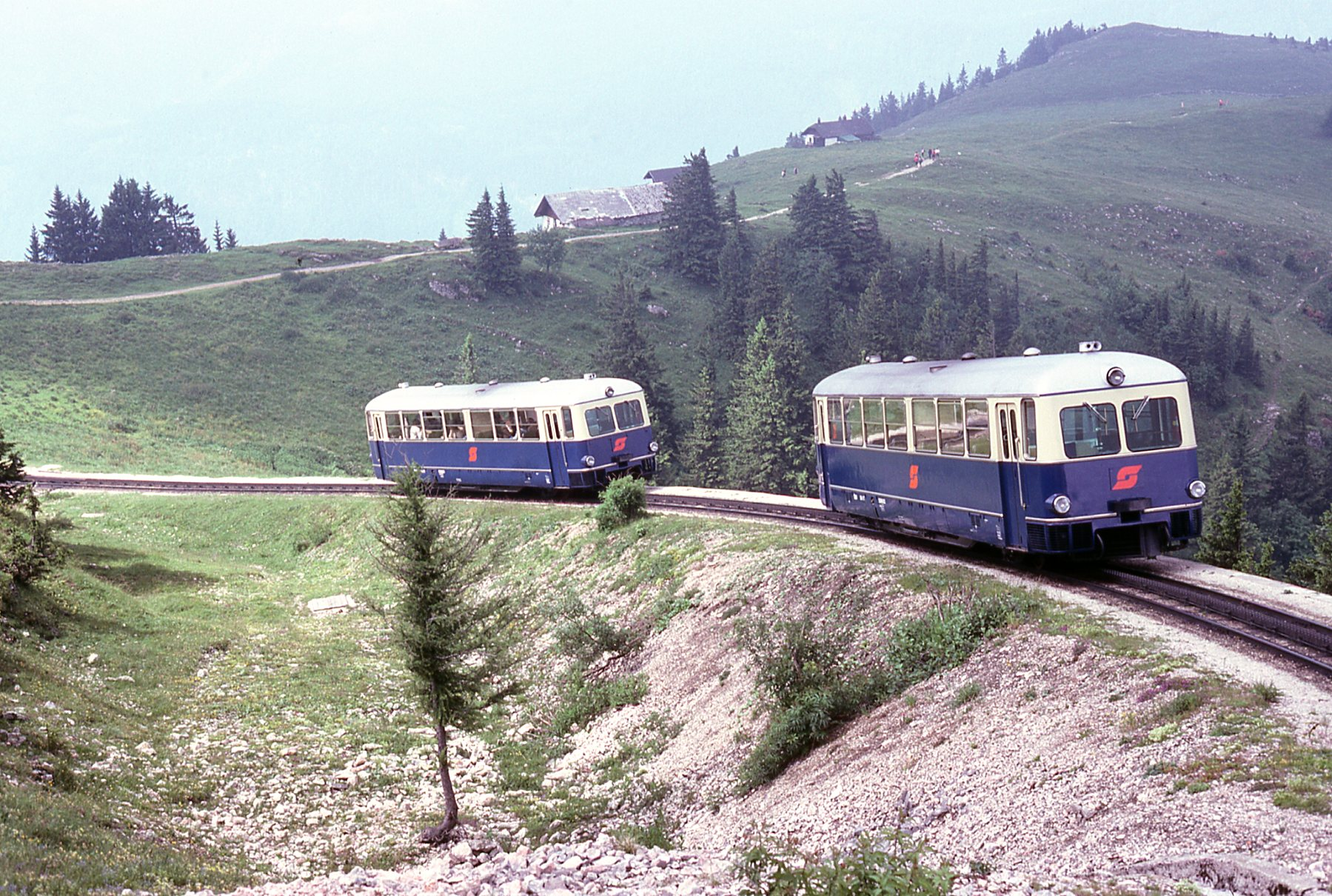
Die Zahnradtriebwagen (System Abt) der Reihe 5099
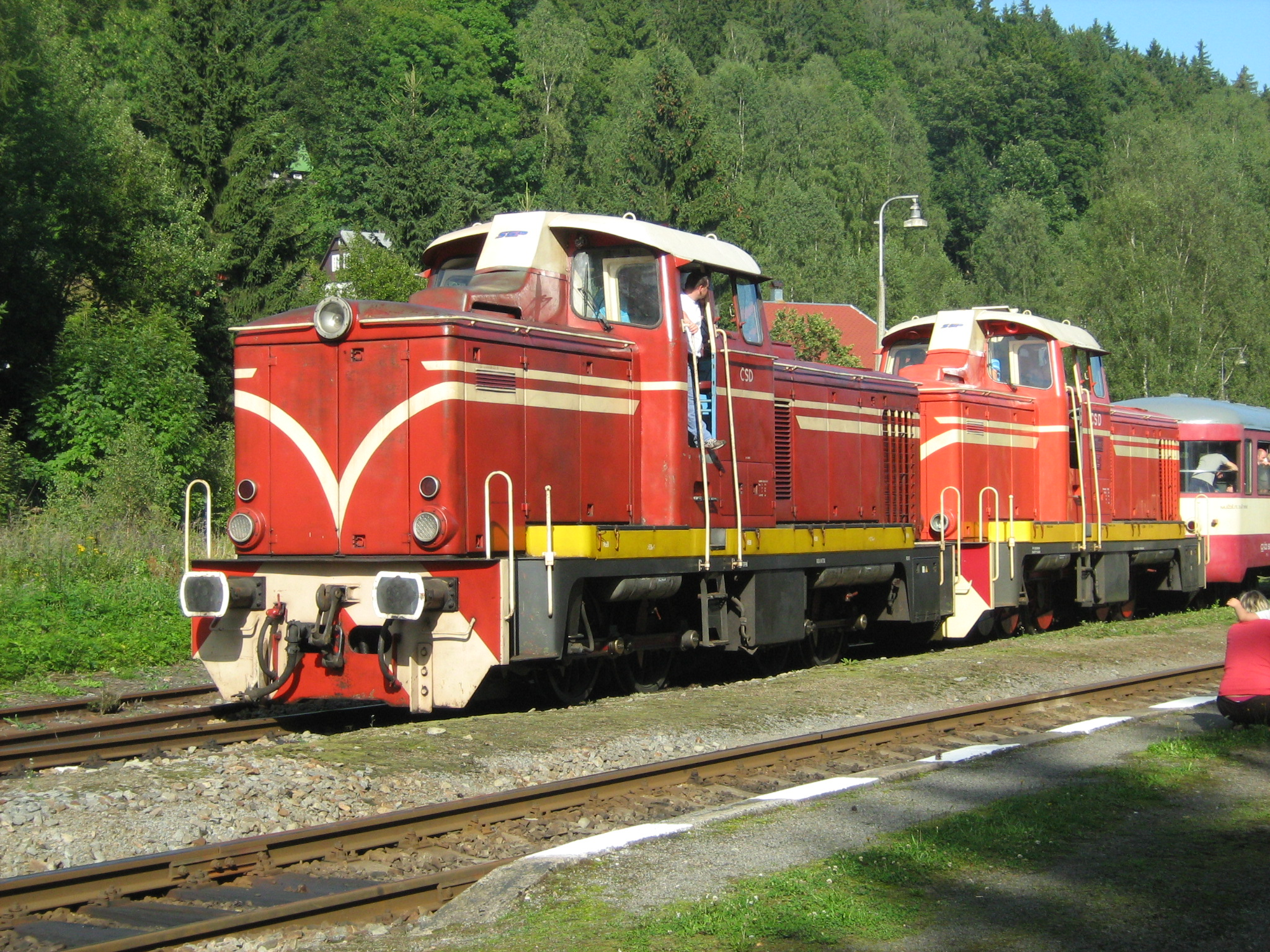
Zahnrad-Lokomotiven  CSD T 426.0 für die Tannwalder Zahnradbahn und die Linie Podbrezová–Tisovec sowie ÖBB 2085.01 (Werk Floridsdorf)